# Stany Zjednoczone na Letnich Igrzyskach Olimpijskich 2024
Stany Zjednoczone na Letnich Igrzyskach Olimpijskich 2024 – reprezentacja Stanów Zjednoczonych na Letnich Igrzyskach Olimpijskich 2024, które zostały rozegrane w dniach 26 lipca – 11 sierpnia 2024 roku w Paryżu.
Reprezentacja Stanów Zjednoczonych liczyła 592 zawodników – 314 kobiet i 278 mężczyzn, którzy wystąpili w 34 dyscyplinach (we wszystkich z wyjątkiem piłki ręcznej).

## Zdobyte medale
Amerykanie zdobyli 126 medali – 40 złotych, 44 srebrnych i 42 brązowe w 29 dyscyplinach (z czego w 13 dyscyplinach zdobywali złote medale). Najwięcej medali zdobyli w lekkiej atletyce – 34, w tym 14 złotych, 11 srebrnych i 9 brązowych. Kobiety wywalczyły 68 medali, w tym 26 złotych, 24 srebrnych i 18 brązowych, mężczyźni zdobyli zaś 52 medale, w tym 13 złotych, 16 srebrnych i 23 brązowe. Pozostałe 6 medali (1 złoty, 4 srebrne i 1 brązowy) zdobyły zespoły mieszane.
Był to dziesiąty wynik w dotychczasowej historii startów Stanów Zjednoczonych na letnich igrzyskach olimpijskich i najlepszy występ od igrzysk w Rio de Janeiro w 2016.

## Skład reprezentacji

### Badminton
| Zawodnik                | Kon.       | Faza grupowa             | Faza grupowa              | Faza grupowa                | Faza grupowa     | Faza grupowa | 1/8 finału       | Ćwierćfinały     | Półfinały        | Finał            | Finał | Źródło |
| Zawodnik                | Kon.       | Przeciwnik Wynik         | Przeciwnik Wynik          | Przeciwnik Wynik            | Przeciwnik Wynik | Poz.         | Przeciwnik Wynik | Przeciwnik Wynik | Przeciwnik Wynik | Przeciwnik Wynik | Poz.  | Źródło |
| ----------------------- | ---------- | ------------------------ | ------------------------- | --------------------------- | ---------------- | ------------ | ---------------- | ---------------- | ---------------- | ---------------- | ----- | ------ |
| Howard Shu              | Singel (m) | Ginting P 0–2            | Popov P 0–2               | —                           | —                | 3.           | NQ               | NQ               | NQ               | NQ               | NQ    | [ 3 ]  |
| Vinson Chiu Joshua Yuan | Debel (m)  | Astrup / Rasmussen P 0–2 | Hoki / Kobayashi P 0–2    | Liu / Ou P 0–2              | Lee / Wang P 0–2 | 5.           | —                | NQ               | NQ               | NQ               | NQ    | [ 4 ]  |
| Beiwen Zhang            | Singel (k) | Ho W 2–0                 | Linh W 2–0                | —                           | —                | 1Q           | Marín P 2–0      | NQ               | NQ               | NQ               | NQ    | [ 5 ]  |
| Annie Xu Kerry Xu       | Debel (k)  | Liu / Tan P 0–2          | Yeung N. / Yeung P. P 1–2 | G. Stoewa / S. Stoewa P 0–2 | —                | 4.           | —                | NQ               | NQ               | NQ               | NQ    | [ 6 ]  |
| Vinson Chiu Jennie Gai  | Mikst      | Feng / Huang P 0–2       | Chen / Toh P 0–2          | Hee / Tan P 0–2             | —                | 4.           | —                | NQ               | NQ               | NQ               | NQ    | [ 7 ]  |

### Boks
| Zawodnik         | Konkurencja | 1/16             | 1/8              | Ćwierćfinał      | Półfinał            | Finał            | Finał   | Źródło |
| Zawodnik         | Konkurencja | Przeciwnik Wynik | Przeciwnik Wynik | Przeciwnik Wynik | Przeciwnik Wynik    | Przeciwnik Wynik | Miejsce | Źródło |
| ---------------- | ----------- | ---------------- | ---------------- | ---------------- | ------------------- | ---------------- | ------- | ------ |
| Roscoe Hill      | -51 kg (m)  | Ahmadisafa W 5–0 | Bennama P 2–3    | NQ               | NQ                  | NQ               | 9.      | [ 8 ]  |
| Jahmal Harvey    | -57 kg (m)  | BYE              | Oliveira W 3–2   | Uulu P 2–3       | NQ                  | NQ               | 5.      | [ 9 ]  |
| Omari Jones      | -71 kg (m)  | BYE              | Kan W 5–0        | Kiwan W 5–0      | Muydinkhujaev P 2–3 | NQ               | brąz    | [ 10 ] |
| Joshua Edwards   | +92 kg (m)  | —                | Lenzi P 1–3      | NQ               | NQ                  | NQ               | 9.      | [ 11 ] |
| Jennifer Lozano  | -50 kg (k)  | BYE              | Kaivo-oja P 0–5  | NQ               | NQ                  | NQ               | 9.      | [ 12 ] |
| Alyssa Mendoza   | -57 kg (k)  | Samadova W 3–2   | Romeu P 1–4      | NQ               | NQ                  | NQ               | 9.      | [ 13 ] |
| Jajaira Gonzalez | -60 kg (k)  | Mossely W 4–0    | Ferreira P 0–5   | NQ               | NQ                  | NQ               | 9.      | [ 14 ] |
| Morelle McCane   | -66 kg (k)  | BYE              | Khamidova P 2–3  | NQ               | NQ                  | NQ               | 9.      | [ 15 ] |

### Breakdancing
| Zawodnik          | Pseudonim | Konkurencja | Kwalifikacje | Kwalifikacje | 1/8 finału       | Ćwierćfinał      | Półfinał         | Finał            | Pozycja | Źródło |
| Zawodnik          | Pseudonim | Konkurencja | Punkty       | Miejsce      | Przeciwnik Wynik | Przeciwnik Wynik | Przeciwnik Wynik | Przeciwnik Wynik | Pozycja | Źródło |
| ----------------- | --------- | ----------- | ------------ | ------------ | ---------------- | ---------------- | ---------------- | ---------------- | ------- | ------ |
| Jeffrey Louis     | Jeffro    | B-Boys      |              |              |                  |                  |                  |                  |         |        |
| Victor Montalvo   | Victor    | B-Boys      |              |              |                  |                  |                  |                  |         |        |
| Sunny Choi        | Sunny     | B-Girls     |              |              |                  |                  |                  |                  |         |        |
| Logan Elanna Edra | Logistx   | B-Girls     |              |              |                  |                  |                  |                  |         |        |

### Gimnastyka

#### Gimnastyka sportowa
Mężczyźni
| Zawodnik           | Konkurencja        | Kwalifikacje | Kwalifikacje | Kwalifikacje | Kwalifikacje | Kwalifikacje | Kwalifikacje | Kwalifikacje | Kwalifikacje | Finał    | Finał    | Finał    | Finał    | Finał    | Finał    | Finał | Pozycja | Źródło |
| Zawodnik           | Konkurencja        | Przyrząd     | Przyrząd     | Przyrząd     | Przyrząd     | Przyrząd     | Przyrząd     | Razem        | Miejsce      | Przyrząd | Przyrząd | Przyrząd | Przyrząd | Przyrząd | Przyrząd | Razem | Pozycja | Źródło |
| Zawodnik           | Konkurencja        | F            | PH           | R            | V            | PB           | HB           | Razem        | Miejsce      | F        | PH       | R        | V        | PB       | HB       | Razem | Pozycja | Źródło |
| ------------------ | ------------------ | ------------ | ------------ | ------------ | ------------ | ------------ | ------------ | ------------ | ------------ | -------- | -------- | -------- | -------- | -------- | -------- | ----- | ------- | ------ |
| Asher Hong         | Wielobój drużynowy | 14,100       | —            | 14,633       | 14,700       | 14,300       | 12,600       | —            | —            |          |          |          |          |          |          |       |         | [ 16 ] |
| Paul Juda          | Wielobój drużynowy | 13,966       | 13,600       | 13,400       | 14,533       | 14,033       | 13,333       | 82,865       | 13.          |          |          |          |          |          |          |       |         | [ 16 ] |
| Brody Malone       | Wielobój drużynowy | 12,666       | 12,100       | 14,233       | 13,833       | 14,533       | 12,233       | 79,598       | 30.          |          |          |          |          |          |          |       |         | [ 16 ] |
| Stephen Nedoroscik | Wielobój drużynowy | —            | 15,200       | —            | —            | —            | —            | —            | —            |          |          |          |          |          |          |       |         | [ 16 ] |
| Fred Richard       | Wielobój drużynowy | 13,833       | 13,633       | 13,500       | 13,933       | 14,433       | 14,166       | 83,498       | 10.          |          |          |          |          |          |          |       |         | [ 16 ] |
| Razem              | Wielobój drużynowy | 41,899       | 42,433       | 42,366       | 43,166       | 43,266       | 40,099       | 253,229      | 5.           |          |          |          |          |          |          |       |         | [ 16 ] |

| Zawodnik           | Konkurencja           | Kwalifikacje                            | Kwalifikacje                            | Kwalifikacje                            | Kwalifikacje                            | Kwalifikacje                            | Kwalifikacje                            | Kwalifikacje | Kwalifikacje | Finał    | Finał    | Finał    | Finał    | Finał    | Finał    | Finał | Pozycja | Źródło |
| Zawodnik           | Konkurencja           | Przyrząd                                | Przyrząd                                | Przyrząd                                | Przyrząd                                | Przyrząd                                | Przyrząd                                | Razem        | Miejsce      | Przyrząd | Przyrząd | Przyrząd | Przyrząd | Przyrząd | Przyrząd | Razem | Pozycja | Źródło |
| Zawodnik           | Konkurencja           | F                                       | PH                                      | R                                       | V                                       | PB                                      | HB                                      | Razem        | Miejsce      | F        | PH       | R        | V        | PB       | HB       | Razem | Pozycja | Źródło |
| ------------------ | --------------------- | --------------------------------------- | --------------------------------------- | --------------------------------------- | --------------------------------------- | --------------------------------------- | --------------------------------------- | ------------ | ------------ | -------- | -------- | -------- | -------- | -------- | -------- | ----- | ------- | ------ |
| Paul Juda          | Wielobój indywidualny | Wyniki takie jak w wieloboju drużynowym | Wyniki takie jak w wieloboju drużynowym | Wyniki takie jak w wieloboju drużynowym | Wyniki takie jak w wieloboju drużynowym | Wyniki takie jak w wieloboju drużynowym | Wyniki takie jak w wieloboju drużynowym | 82,865       | 13.          |          |          |          |          |          |          |       |         | [ 17 ] |
| Fred Richard       | Wielobój indywidualny | Wyniki takie jak w wieloboju drużynowym | Wyniki takie jak w wieloboju drużynowym | Wyniki takie jak w wieloboju drużynowym | Wyniki takie jak w wieloboju drużynowym | Wyniki takie jak w wieloboju drużynowym | Wyniki takie jak w wieloboju drużynowym | 83,498       | 10.          |          |          |          |          |          |          |       |         | [ 17 ] |
| Stephen Nedoroscik | Koń z łękami          | —                                       | 15,200                                  | —                                       | —                                       | —                                       | —                                       | 15,200       | 2.           | —        |          | —        | —        | —        | —        |       |         | [ 18 ] |

Kobiety
| Zawodniczka   | Konkurencja        | Kwalifikacje | Kwalifikacje | Kwalifikacje | Kwalifikacje | Kwalifikacje | Kwalifikacje | Finał    | Finał    | Finał    | Finał    | Finał | Pozycja | Źródło |
| Zawodniczka   | Konkurencja        | Przyrząd     | Przyrząd     | Przyrząd     | Przyrząd     | Razem        | Miejsce      | Przyrząd | Przyrząd | Przyrząd | Przyrząd | Razem | Pozycja | Źródło |
| Zawodniczka   | Konkurencja        | V            | UB           | BB           | F            | Razem        | Miejsce      | V        | UB       | BB       | F        | Razem | Pozycja | Źródło |
| ------------- | ------------------ | ------------ | ------------ | ------------ | ------------ | ------------ | ------------ | -------- | -------- | -------- | -------- | ----- | ------- | ------ |
| Simone Biles  | Wielobój drużynowy | 15,800       | 14,433       | 14,733       | 14,600       | 59,566       |              |          |          |          |          |       |         |        |
| Jade Carey    | Wielobój drużynowy | 14,666       | —            | —            | 10,633       | —            | —            |          |          |          |          |       |         |        |
| Jordan Chiles | Wielobój drużynowy | 14,333       | 14,266       | 13,600       | 13,866       | 56,065       |              |          |          |          |          |       |         |        |
| Sunisa Lee    | Wielobój drużynowy | 14,133       | 14,866       | 14,033       | 13,100       | 56,132       |              |          |          |          |          |       |         |        |
| Hezly Rivera  | Wielobój drużynowy | —            | 13,900       | 10,633       | —            | —            | —            |          |          |          |          |       |         |        |
| Razem         | Wielobój drużynowy | 44,799       | 43,565       | 42,366       | 41,566       | 172,296      |              |          |          |          |          |       |         |        |

#### Gimnastyka artystyczna
| Zawodniczka     | Konkurencja           | Eliminacje | Eliminacje | Eliminacje | Eliminacje | Eliminacje | Eliminacje | Finał  | Finał | Finał   | Finał   | Finał | Pozycja | Źródło |
| Zawodniczka     | Konkurencja           | Obręcz     | Piłka      | Maczugi    | Skakanka   | Razem      | Miejsce    | Obręcz | Piłka | Maczugi | Wstążka | Razem | Pozycja | Źródło |
| --------------- | --------------------- | ---------- | ---------- | ---------- | ---------- | ---------- | ---------- | ------ | ----- | ------- | ------- | ----- | ------- | ------ |
| Evita Griskenas | Wielobój indywidualny |            |            |            |            |            |            |        |       |         |         |       |         |        |

#### Skoki na trampolinie
| Zawodnik         | Konkurencja | Eliminacje        | Eliminacje    | Eliminacje | Eliminacje | Eliminacje | Finał    | Finał     | Finał  | Finał  | Finał   | Finał   | Źródło |
| Zawodnik         | Konkurencja | Układ obowiązkowy | Układ dowolny | Kara       | Razem      | Pozycja    | Trudność | Wykonanie | Lot    | Kara   | Łącznie | Pozycja | Źródło |
| Zawodnik         | Konkurencja | Punkty            | Punkty        | Punkty     | Punkty     | Pozycja    | Punkty   | Punkty    | Punkty | Punkty | Punkty  | Pozycja | Źródło |
| ---------------- | ----------- | ----------------- | ------------- | ---------- | ---------- | ---------- | -------- | --------- | ------ | ------ | ------- | ------- | ------ |
| Aliaksei Shostak | Mężczyźni   |                   |               |            |            |            |          |           |        |        |         |         |        |
| Jessica Stevens  | Kobiety     |                   |               |            |            |            |          |           |        |        |         |         |        |

### Golf
| Zawodnik          | Konkurencja | Runda 1 | Runda 2 | Runda 3 | Runda 4 | Łącznie | Łącznie | Łącznie | Źródło |
| Zawodnik          | Konkurencja | Wynik   | Wynik   | Wynik   | Wynik   | Wynik   | Par     | Pozycja | Źródło |
| ----------------- | ----------- | ------- | ------- | ------- | ------- | ------- | ------- | ------- | ------ |
| Wyndham Clark     | Mężczyźni   | 75      | 68      | 65      | 65      | 273     | -11     | =14.    | [ 19 ] |
| Collin Morikawa   | Mężczyźni   | 70      | 68      | 70      | 70      | 278     | -6      | =24.    | [ 19 ] |
| Xander Schauffele | Mężczyźni   | 65      | 66      | 68      | 73      | 272     | -12     | =9.     | [ 19 ] |
| Scottie Scheffler | Mężczyźni   | 69      | 67      | 69      | 62      | 265     | -19     | złoto   | [ 19 ] |
| Nelly Korda       | Kobiety     | 72      | 70      | 70      | 75      | 287     | -1      | = 22.   | [ 20 ] |
| Lilia Vu          | Kobiety     | 70      | 73      | 76      | 74      | 293     | +5      | 36.     | [ 20 ] |
| Rose Zhang        | Kobiety     | 72      | 70      | 67      | 74      | 283     | -5      | =8.     | [ 20 ] |

### Hokej na trawie
- Skład reprezentacji kobiet:

| - Abigail Tamer - Ashley Sessa - Megan Valzonis - Brooke DeBerdine - Madeleine Zimmer - Amanda Golini - Ashley Hoffman - Elizabeth Yeager |  | - Leah Crouse - Alexandra Hammel - Sophia Gladieux - Kelee Lepage - Karlie Kisha - Emma DeBerdine - Kelsey Bing - Meredith Sholder |

| Konkurencja | Faza grupowa      | Faza grupowa      | Faza grupowa      | Faza grupowa            | Faza grupowa              | Faza grupowa | Ćwierćfinały     | Półfinały        | Finał            | Pozycja | Źródło |
| Konkurencja | Przeciwnik Wynik  | Przeciwnik Wynik  | Przeciwnik Wynik  | Przeciwnik Wynik        | Przeciwnik Wynik          | Pozycja      | Przeciwnik Wynik | Przeciwnik Wynik | Przeciwnik Wynik | Pozycja | Źródło |
| ----------- | ----------------- | ----------------- | ----------------- | ----------------------- | ------------------------- | ------------ | ---------------- | ---------------- | ---------------- | ------- | ------ |
| Kobiety     | Argentyna · P 1–4 | Hiszpania · R 1–1 | Australia · P 0-3 | Wielka Brytania · P 2-5 | Południowa Afryka · W 1–0 | 5.           | NQ               | NQ               | NQ               | 9.      | [ 21 ] |

### Jeździectwo
Ujeżdżenie
| Zawodnik                                  | Konkurencja   | Koń          | Grand Prix | Grand Prix | Grand Prix Special | Grand Prix Special | Grand Prix Freestyle | Grand Prix Freestyle | Finał | Finał | Źródło |
| Zawodnik                                  | Konkurencja   | Koń          | Wynik      | Poz.       | Wynik              | Poz.               | Technicznie          | Artystycznie         | Wynik | Poz.  | Źródło |
| ----------------------------------------- | ------------- | ------------ | ---------- | ---------- | ------------------ | ------------------ | -------------------- | -------------------- | ----- | ----- | ------ |
| Adrienne Lyle                             | Indywidualnie | Helix        |            |            | —                  | —                  |                      |                      |       |       |        |
| Marcus Orlob                              | Indywidualnie | Jane         |            |            | —                  | —                  |                      |                      |       |       |        |
| Steffen Peters                            | Indywidualnie | Suppenkasper |            |            | —                  | —                  |                      |                      |       |       |        |
| Adrienne Lyle Marcus Orlob Steffen Peters | Drużynowo     | jak wyżej    |            |            |                    |                    | —                    | —                    |       |       |        |

Skoki przez przeszkody
| Zawodnik                                | Konkurencja   | Koń        | Kwalifikacje | Kwalifikacje | Finał | Finał | Finał   | Dogrywka | Dogrywka | Dogrywka | Suma | Suma    | Źródło |
| Zawodnik                                | Konkurencja   | Koń        | Kary         | Pozycja      | Kary  | Czas  | Pozycja | Kary     | Czas     | Pozycja  | Kary | Pozycja | Źródło |
| --------------------------------------- | ------------- | ---------- | ------------ | ------------ | ----- | ----- | ------- | -------- | -------- | -------- | ---- | ------- | ------ |
| Kent Farrington                         | Indywidualnie | Greya      |              |              |       |       |         |          |          |          |      |         |        |
| Laura Kraut                             | Indywidualnie | Baloutinue |              |              |       |       |         |          |          |          |      |         |        |
| McLain Ward                             | Indywidualnie | Ilex       |              |              |       |       |         |          |          |          |      |         |        |
| Kent Farrington Laura Kraut McLain Ward | Drużynowo     | jak wyżej  |              |              |       |       |         |          |          |          |      |         |        |

WKKW
| Zawodnik                                        | Konkurencja   | Koń               | Ujeżdżenie | Ujeżdżenie | Cross country | Cross country | Cross country | Skoki        | Skoki        | Skoki        | Skoki | Skoki | Skoki | Razem | Razem   | Źródło        |
| Zawodnik                                        | Konkurencja   | Koń               | Ujeżdżenie | Ujeżdżenie | Cross country | Cross country | Cross country | Kwalifikacje | Kwalifikacje | Kwalifikacje | Finał | Finał | Finał | Razem | Razem   | Źródło        |
| Zawodnik                                        | Konkurencja   | Koń               | Kary       | Poz.       | Kary          | Suma          | Poz.          | Kary         | Suma         | Poz.         | Kary  | Suma  | Poz.  | Kary  | Miejsce | Źródło        |
| ----------------------------------------------- | ------------- | ----------------- | ---------- | ---------- | ------------- | ------------- | ------------- | ------------ | ------------ | ------------ | ----- | ----- | ----- | ----- | ------- | ------------- |
| Liz Halliday-Sharp                              | Indywidualnie | Cooley Nutcracker | 28,00      | 19.        | 6,00          | 34,00         | 22.           |              |              |              |       |       |       |       |         | [ 22 ] [ 23 ] |
| Boyd Martin                                     | Indywidualnie | Fedarman B        | 30,50      | 26.        | 1,60          | 32,10         | 17.           |              |              |              |       |       |       |       |         | [ 22 ] [ 23 ] |
| Caroline Pamukcu                                | Indywidualnie | HSH Blake         | 30,40      | 25.        | 32,00         | 62,40         | 47.           |              |              |              |       |       |       |       |         | [ 22 ] [ 23 ] |
| Liz Halliday-Sharp Boyd Martin Caroline Pamukcu | Drużynowo     | jak wyżej         | 88,90      | 6.         | 38,00         | 128,50        | 9.            |              |              |              | —     | —     | —     |       |         | [ 24 ] [ 25 ] |

### Judo
| Zawodnik         | Konkurencja | 1/16                | 1/8              | Ćwierćfinał      | Półfinał         | Repasaże         | Finał / 3. miejsce | Finał / 3. miejsce | Źródła |
| Zawodnik         | Konkurencja | Przeciwnik Wynik    | Przeciwnik Wynik | Przeciwnik Wynik | Przeciwnik Wynik | Przeciwnik Wynik | Przeciwnik Wynik   | Pozycja            | Źródła |
| ---------------- | ----------- | ------------------- | ---------------- | ---------------- | ---------------- | ---------------- | ------------------ | ------------------ | ------ |
| Jack Yonezuka    | -73 kg (m)  | Osmanov P 0-10      | NQ               | NQ               | NQ               | NQ               | NQ                 | 17.                |        |
| John Jayne       | -90 kg (m)  | Parlati W 10-0      | Ju-yeop P 0-1    | NQ               | NQ               | NQ               | NQ                 | 9.                 |        |
| Maria Laborde    | -48 kg (k)  | Zongying W 10-0     | Scutto P 0-10    | NQ               | NQ               | NQ               | NQ                 | 9.                 |        |
| Angelica Delgado | -52 kg (k)  | Mammadaliyeva W 1-0 | Giuffrida P 0-1  | NQ               | NQ               | NQ               | NQ                 | 9.                 |        |

### Kajakarstwo
Kajakarstwo klasyczne
| Zawodnik                | Konkurencja   | Eliminacje | Eliminacje | Ćwierćfinały | Ćwierćfinały | Półfinały | Półfinały | Finał A/B | Finał A/B | Pozycja | Źródło |
| Zawodnik                | Konkurencja   | Czas       | Pozycja    | Czas         | Pozycja      | Czas      | Pozycja   | Czas      | Pozycja   | Pozycja | Źródło |
| ----------------------- | ------------- | ---------- | ---------- | ------------ | ------------ | --------- | --------- | --------- | --------- | ------- | ------ |
| Jonas Ecker             | K1 1000 m (m) | 3:37,21    | 3 QF       | 3:41,77      | 5            | NQ        | NQ        | NQ        | NQ        |         |        |
| Aaron Small             | K1 1000 m (m) | 3:40,87    | 6 QF       | 3:42,05      | 5            | NQ        | NQ        | NQ        | NQ        |         |        |
| Jonas Ecker Aaron Small | K-2 500 m (m) | 1:32,01    | 5 Q        | 1:28,93      | 3 SF         | 1:29,51   | 4 FA      | 1:30,02   | 8         | 8.      | [ 26 ] |
| Nevin Harrison          | C-1 200 m (k) | 45,70      | 1 SF       | BYE          | BYE          | 45,30     | 2 FA      | 44,13     | 2         | srebro  |        |

Kajakarstwo górskie
| Zawodnik       | Konkurencja    | Eliminacje | Eliminacje | Eliminacje | Eliminacje | Eliminacje | Eliminacje | Półfinały | Półfinały | Finał  | Finał   | Pozycja | Źródło        |
| Zawodnik       | Konkurencja    | P 1        | M.         | P 2        | M.         | Razem      | M.         | Czas      | Miejsce   | Czas   | Miejsce | Pozycja | Źródło        |
| -------------- | -------------- | ---------- | ---------- | ---------- | ---------- | ---------- | ---------- | --------- | --------- | ------ | ------- | ------- | ------------- |
| Casey Eichfeld | Slalom C-1 (m) | 99,84      | 14.        | 94,69      | 4.         | 94,69      | 10.        | 162,23    | 16.       | NQ     | NQ      | 16.     | [ 27 ]        |
| Evy Leibfarth  | Slalom C-1 (k) | 108,82     | 9.         | 107,09     | 8.         | 107,09     | 11.        | 117,58    | 12.       | 107,95 | 3.      | brąz    |               |
| Evy Leibfarth  | Slalom K-1 (k) | 97,24      | 8.         | 93,84      | 4.         | 93,84      | 4.         | 109,54    | 15.       | NQ     | NQ      | 15.     | [ 28 ] [ 29 ] |

| Zawodnik       | Konkurencja   | Kwalifikacje | Kwalifikacje | I runda | Repasaże | Eliminacje | Ćwierćfinały | Półfinały | Finał   | Pozycja | Źródło |
| Zawodnik       | Konkurencja   | Czas         | Miejsce      | Miejsce | Miejsce  | Miejsce    | Miejsce      | Miejsce   | Miejsce | Pozycja | Źródło |
| -------------- | ------------- | ------------ | ------------ | ------- | -------- | ---------- | ------------ | --------- | ------- | ------- | ------ |
| Casey Eichfeld | Cross K-1 (m) | 81,13        | 33.          | 3.      | 3.       | NQ         | NQ           | NQ        | NQ      |         |        |
| Evy Leibfarth  | Cross K-1 (k) | 72,66        | 6.           | 1.      | BYE      | 1.         | 3.           | NQ        | NQ      |         |        |

### Kolarstwo

#### Kolarstwo szosowe
| Zawodnik         | Konkurencja                    | Czas     | Pozycja | Źródło |
| ---------------- | ------------------------------ | -------- | ------- | ------ |
| Matteo Jorgenson | Wyścig ze startu wspólnego (m) | 6:20,50  | 9.      | [ 30 ] |
| Brandon McNulty  | Wyścig ze startu wspólnego (m) | 6:21,54  | 24.     | [ 30 ] |
| Magnus Sheffield | Wyścig ze startu wspólnego (m) | 6:26,57  | 42.     | [ 30 ] |
| Brandon McNulty  | Jazda indywidualna na czas (m) | 37:16,60 | 5.      | [ 31 ] |
| Magnus Sheffield | Jazda indywidualna na czas (m) | 38:05,24 | 16.     | [ 31 ] |
| Chloé Dygert     | Wyścig ze startu wspólnego (k) | 4:03,03  | 15.     | [ 32 ] |
| Kristen Faulkner | Wyścig ze startu wspólnego (k) | 3:59,23  | złoto   | [ 32 ] |
| Chloé Dygert     | Jazda indywidualna na czas (k) | 41:10,70 | brąz    | [ 33 ] |
| Taylor Knibb     | Jazda indywidualna na czas (k) | 43:03.46 | 19.     | [ 33 ] |

#### Kolarstwo torowe
Madison
| Zawodnik                       | Konkurencja | Punkty | Okrążenia | Pozycja | Źródło |
| ------------------------------ | ----------- | ------ | --------- | ------- | ------ |
| Jennifer Valente Lily Williams | Kobiety     |        |           |         |        |

Omnium
| Zawodnik         | Konkurencja | Scratch | Scratch | Wyścig tempowy | Wyścig tempowy   | Wyścig tempowy | Wyścig eliminacyjny | Wyścig eliminacyjny | Wyścig punktowy | Wyścig punktowy | Wyścig punktowy | Suma punktów | Pozycja | Źródło |
| Zawodnik         | Konkurencja | Miejsce | Punkty  | Miejsce        | Punkty wyścigowe | Punkty         | Miejsce             | Punkty              | Sprint          | Okrążenia       | Miejsce         | Suma punktów | Pozycja | Źródło |
| ---------------- | ----------- | ------- | ------- | -------------- | ---------------- | -------------- | ------------------- | ------------------- | --------------- | --------------- | --------------- | ------------ | ------- | ------ |
| Grant Koontz     | Mężczyźni   |         |         |                |                  |                |                     |                     |                 |                 |                 |              |         |        |
| Jennifer Valente | Kobiety     |         |         |                |                  |                |                     |                     |                 |                 |                 |              |         |        |

Wyścig na dochodzenie drużynowy
| Zawodnik                                                                    | Konkurencja | Kwalifikacje | Kwalifikacje | Półfinały        | Półfinały        | Finał   | Źródło |
| Zawodnik                                                                    | Konkurencja | Czas         | Miejsce      | Przeciwnik Wynik | Przeciwnik Wynik | Miejsce | Źródło |
| --------------------------------------------------------------------------- | ----------- | ------------ | ------------ | ---------------- | ---------------- | ------- | ------ |
| Olivia Cummins Chloé Dygert Kristen Faulkner Jennifer Valente Lily Williams | Kobiety     |              |              |                  |                  |         |        |

#### Kolarstwo górskie
| Zawodnik            | Konkurencja       | Czas    | Pozycja | Źródło |
| ------------------- | ----------------- | ------- | ------- | ------ |
| Riley Amos          | Cross-country (m) | 1:28,08 | 7       | [ 34 ] |
| Christopher Blevins | Cross-country (m) | 1:29,06 | 13      | [ 34 ] |
| Haley Batten        | Cross-country (k) | 1:28:59 | srebro  | [ 35 ] |
| Savilia Blunk       | Cross-country (k) | 1:31:52 | 12.     | [ 35 ] |

#### BMX
Wyścig
| Zawodnik         | Konkurencja | Ćwierćfinał | Ćwierćfinał | Półfinał | Półfinał | Finał | Finał   | Pozycja | Źródło |
| Zawodnik         | Konkurencja | Wynik       | Miejsce     | Wynik    | Miejsce  | Wynik | Miejsce | Pozycja | Źródło |
| ---------------- | ----------- | ----------- | ----------- | -------- | -------- | ----- | ------- | ------- | ------ |
| Kamren Larsen    | Mężczyźni   |             |             |          |          |       |         |         |        |
| Cameron Wood     | Mężczyźni   |             |             |          |          |       |         |         |        |
| Felicia Stancil  | Kobiety     |             |             |          |          |       |         |         |        |
| Daleny Vaughn    | Kobiety     |             |             |          |          |       |         |         |        |
| Alise Willoughby | Kobiety     |             |             |          |          |       |         |         |        |

Freestyle
| Zawodnik           | Konkurencja | Eliminacje | Eliminacje | Finał | Finał   | Pozycja | Źródło |
| Zawodnik           | Konkurencja | Wynik      | Miejsce    | Wynik | Miejsce | Pozycja | Źródło |
| ------------------ | ----------- | ---------- | ---------- | ----- | ------- | ------- | ------ |
| Marcus Christopher | Mężczyźni   |            |            |       |         |         |        |
| Justin Dowell      | Mężczyźni   |            |            |       |         |         |        |
| Perris Benegas     | Kobiety     |            |            |       |         |         |        |
| Hannah Roberts     | Kobiety     |            |            |       |         |         |        |

### Koszykówka
Turniej 5×5
| - Reprezentacja kobiet - Jewell Loyd - Kelsey Plum - Sabrina Ionescu - Kahleah Copper - Chelsea Gray - A’ja Wilson - Breanna Stewart - Napheesa Collier - Diana Taurasi - Jackie Young - Alyssa Thomas - Brittney Griner |  | - Reprezentacja mężczyzn - Stephen Curry - Anthony Edwards - LeBron James - Kevin Durant - Derrick White - Tyrese Haliburton - Jayson Tatum - Joel Embiid - Jrue Holiday - Bam Adebayo - Anthony Davis - Devin Booker |

| Konkurencja | Faza grupowa     | Faza grupowa              | Faza grupowa       | Faza grupowa | Ćwierćfinały      | Półfinały         | Finał            | Pozycja | Źródło |
| Konkurencja | Przeciwnik Wynik | Przeciwnik Wynik          | Przeciwnik Wynik   | Pozycja      | Przeciwnik Wynik  | Przeciwnik Wynik  | Przeciwnik Wynik | Pozycja | Źródło |
| ----------- | ---------------- | ------------------------- | ------------------ | ------------ | ----------------- | ----------------- | ---------------- | ------- | ------ |
| Mężczyźni   | Serbia W 110–84  | Sudan Południowy W 103–86 | Portoryko W 104–83 | 1            | Brazylia W 122–87 | Serbia W 95–91    | Francja W 98–87  | złoto   | [ 36 ] |
| Kobiety     | Japonia W 102–76 | Belgia W 87–74            | Niemcy W 87–68     | 1            | Nigeria W 88–74   | Australia W 85–64 | Francja W 67–66  | złoto   | [ 37 ] |

Turniej 3×3
| - Reprezentacja kobiet - Cierra Burdick - Dearica Hamby - Rhyne Howard - Hailey Van Lith |  | - Reprezentacja mężczyzn - Canyon Barry - Jimmer Fredette - Kareem Maddox - Dylan Travis |

| Konkurencja | Faza grupowa     | Faza grupowa        | Faza grupowa      | Faza grupowa      | Faza grupowa     | Faza grupowa     | Faza grupowa     | Faza grupowa | Ćwierćfinały     | Półfinały         | Finał            | Pozycja | Źródło |
| Konkurencja | Przeciwnik Wynik | Przeciwnik Wynik    | Przeciwnik Wynik  | Przeciwnik Wynik  | Przeciwnik Wynik | Przeciwnik Wynik | Przeciwnik Wynik | Pozycja      | Przeciwnik Wynik | Przeciwnik Wynik  | Przeciwnik Wynik | Pozycja | Źródło |
| ----------- | ---------------- | ------------------- | ----------------- | ----------------- | ---------------- | ---------------- | ---------------- | ------------ | ---------------- | ----------------- | ---------------- | ------- | ------ |
| Mężczyźni   | Serbia P 14–22   | Polska P 17–19      | Litwa P 18–20     | Łotwa P 19–21     | Francja W 21–19  | Chiny W 21–17    | Holandia P 6–21  | 7.           | NQ               | NQ                | NQ               | 7.      | [ 38 ] |
| Kobiety     | Niemcy P 13–17   | Azerbejdżan P 17–20 | Australia P 15–17 | Hiszpania W 17–11 | Francja W 14–13  | Kanada W 18–17   | Chiny W 14–12    | 3.           | Chiny W 21–13    | Hiszpania P 16–18 | Kanada W 16–13   | brąz    | [ 39 ] |

### Lekkoatletyka

#### Konkurencje biegowe
| Zawodnik                                                                                                | Konkurencja                 | Eliminacje | Eliminacje | Repasaże | Repasaże | Półfinał  | Półfinał | Finał      | Finał   | Źródło |
| Zawodnik                                                                                                | Konkurencja                 | Wynik      | Miejsce    | Wynik    | Miejsce  | Wynik     | Miejsce  | Wynik      | Miejsce | Źródło |
| --- | --------------------------- | ---------- | ---------- | -------- | -------- | --------- | -------- | ---------- | ------- | ------ |
| Kenneth Bednarek                                                                                        | 100 m (m)                   | 9,97       | 1.         | —        | —        | 9,93      | 4.       | 9,88       | 7.      |        |
| Fred Kerley                                                                                             | 100 m (m)                   | 9,97       | 1.         | —        | —        | 9,84      | 2.       | 9,81 ·     | brąz    |        |
| Noah Lyles                                                                                              | 100 m (m)                   | 10,04      | 2.         | —        | —        | 9,83      | 2.       | 9,79 ·     | złoto   |        |
| Kenneth Bednarek                                                                                        | 200 m (m)                   | 19,96      | 1.         | —        | —        | 20,00     | 1.       | 19,62      | srebro  |        |
| Erriyon Knighton                                                                                        | 200 m (m)                   | 19,99      | 1.         | —        | —        | 20,09     | 1.       | 19,99      | 4.      |        |
| Noah Lyles                                                                                              | 200 m (m)                   | 20,19      | 1.         | —        | —        | 10,08     | 2.       | 19,70      | brąz    |        |
| Christopher Bailey                                                                                      | 400 m (m)                   | 44,89      | 2.         | —        | —        | 44,31 ·   | 3.       | 44,58      | 6.      |        |
| Quincy Hall                                                                                             | 400 m (m)                   | 44,28      | 1.         | —        | —        | 43,95     | 1.       | 43,40 ·    | złoto   |        |
| Michael Norman                                                                                          | 400 m (m)                   | 44,10 ·    | 1.         | —        | —        | 44,26     | 2.       | 45,62      | 8.      |        |
| Bryce Hoppel                                                                                            | 800 m (m)                   | 1:45,24    | 2.         | —        | —        | 1:43,41   | 2.       | 1:41,67 ·  | 4.      |        |
| Hobbs Kessler                                                                                           | 800 m (m)                   | 1:46,15    | 3.         | —        | —        | 1:46,20   | 6.       | NQ         | NQ      |        |
| Brandon Miller                                                                                          | 800 m (m)                   | 1:46,34    | 8.         | 1:44,21  | 1.       | 1:45,79   | 5.       | NQ         | NQ      |        |
| Cole Hocker                                                                                             | 1500 m (m)                  | 3:35,27    | 2.         | —        | —        | 3:32,54   | 3.       | 3:27,65 ·  | złoto   |        |
| Hobbs Kessler                                                                                           | 1500 m (m)                  | 3:36,87    | 2.         | —        | —        | 3:31,97   | 2.       | 3:29,45 ·  | 5.      |        |
| Yared Nuguse                                                                                            | 1500 m (m)                  | 3:36,56    | 4.         | —        | —        | 3:31,72   | 1.       | 3:27,80 ·  | brąz    |        |
| Graham Blanks                                                                                           | 5000 m (m)                  | 14:09,06   | 6.         | —        | —        | —         | —        | 13:18,67   | 9.      |        |
| Grant Fisher                                                                                            | 5000 m (m)                  | 13:52,44   | 4.         | —        | —        | —         | —        | 13:15,13   | brąz    |        |
| Abdihamid Nur                                                                                           | 5000 m (m)                  | 14:15,00   | 19.        | —        | —        | —         | —        | NQ         | NQ      |        |
| Woody Kincaid                                                                                           | 10 000 m (m)                | —          | —          | —        | —        | —         | —        | 27:29,40   | 16.     |        |
| Grant Fisher                                                                                            | 10 000 m (m)                | —          | —          | —        | —        | —         | —        | 26:43,46 · | brąz    |        |
| Nico Young                                                                                              | 10 000 m (m)                | —          | —          | —        | —        | —         | —        | 26:58,11   | 12.     |        |
| Freddie Crittenden                                                                                      | 110 m przez płotki (m)      | 13,42      | 1.         | —        | —        | 13,23     | 2.       | 13,32      | 6.      |        |
| Grant Holloway                                                                                          | 110 m przez płotki (m)      | 13,01      | 1.         | —        | —        | 12,98     | 1.       | 12,99      | złoto   |        |
| Daniel Roberts                                                                                          | 110 m przez płotki (m)      | 13,43      | 3.         | —        | —        | 13,10     | 2.       | 13,09      | srebro  |        |
| CJ Allen                                                                                                | 400 m przez płotki (m)      | 48,64      | 2.         | —        | —        | 48,44     | 4.       | NQ         | NQ      |        |
| Trevor Bassitt                                                                                          | 400 m przez płotki (m)      | 49,38      | 5.         | 48,64    | 1.       | 48,29     | 4.       | NQ         | NQ      |        |
| Rai Benjamin                                                                                            | 400 m przez płotki (m)      | 48,82      | 1.         | —        | —        | 47,85     | 1.       | 46,46 · =  | złoto   |        |
| James Corrigan                                                                                          | 3000 m z przeszkodami (m)   | 8:36,67    | 10.        | —        | —        | —         | —        | NQ         | NQ      |        |
| Kenneth Rooks                                                                                           | 3000 m z przeszkodami (m)   | 8:24,95    | 2.         | —        | —        | —         | —        | 8:06,41 ·  | srebro  |        |
| Matthew Wilkinson                                                                                       | 3000 m z przeszkodami (m)   | 8:16,82    | 6.         | —        | —        | —         | —        | NQ         | NQ      |        |
| Kenneth Bednarek Christian Coleman Fred Kerley Kyree King Courtney Lindsey Noah Lyles                   | Sztafeta 4 × 100 m (m)      | 37,47      | 1.         | —        | —        | —         | —        | DQ         | DQ      |        |
| Christopher Bailey Bryce Deadmon Quincy Hall Michael Norman Vernon Norwood Quincy Wilson                | Sztafeta 4 × 400 m (m)      | 2:59,15    | 3.         | —        | —        | —         | —        | 2:54,43 ·  | złoto   |        |
| Leonard Korir                                                                                           | Maraton (m)                 | —          | —          | —        | —        | —         | —        | 2:18:45    | 63.     |        |
| Conner Mantz                                                                                            | Maraton (m)                 | —          | —          | —        | —        | —         | —        | 2:08:12 ·  | 8.      |        |
| Clayton Young                                                                                           | Maraton (m)                 | —          | —          | —        | —        | —         | —        | 2:08:44 ·  | 9.      |        |
| Melissa Jefferson                                                                                       | 100 m (k)                   | 10,96      | 2.         | —        | —        | 10,99     | 1.       | 10,92      | brąz    |        |
| Sha’Carri Richardson                                                                                    | 100 m (k)                   | 10,94      | 1.         | —        | —        | 10,89     | 2.       | 10,87      | srebro  |        |
| Twanisha Terry                                                                                          | 100 m (k)                   | 11,15      | 1.         | —        | —        | 11,07     | 3.       | 10,97      | 5.      |        |
| Brittany Brown                                                                                          | 200 m (k)                   | 22,38      | 1.         | —        | —        | 22,12     | 1.       | 22,20      | brąz    |        |
| McKenzie Long                                                                                           | 200 m (k)                   | 22,55      | 1.         | —        | —        | 22,30     | 3.       | 22,42      | 7.      |        |
| Gabrielle Thomas                                                                                        | 200 m (k)                   | 22,20      | 1.         | —        | —        | 21,86     | 1.       | 21,83      | złoto   |        |
| Aaliyah Butler                                                                                          | 400 m (k)                   | 50,52      | 2.         | —        | —        | 51,18     | 6.       | NQ         | NQ      |        |
| Kendall Ellis                                                                                           | 400 m (k)                   | 51,16      | 5.         | 50,44    | 1.       | 50,40     | 4.       | NQ         | NQ      |        |
| Alexis Holmes                                                                                           | 400 m (k)                   | 50,35      | 2.         | —        | —        | 50,00     | 2.       | 49,77 ·    | 6.      |        |
| Nia Akins                                                                                               | 800 m (k)                   | 1:59,67    | 2.         | —        | —        | 1:58,20   | 3.       | NQ         | NQ      |        |
| Juliette Whittaker                                                                                      | 800 m (k)                   | 2:00,45    | 3.         | —        | —        | 1:57,76 · | 3.       | 1:58,50    | 7.      |        |
| Allie Wilson                                                                                            | 800 m (k)                   | 1:59,69    | 6.         | 1:59,73  | 3.       | NQ        | NQ       | NQ         | NQ      |        |
| Nikki Hiltz                                                                                             | 1500 m (k)                  | 4:00,42    | 3.         | —        | —        | 3:56,17   | 3.       | 3:56,38    | 7.      |        |
| Emily Mackay                                                                                            | 1500 m (k)                  | 3:59,63    | 6.         | —        | —        | 4:02,03   | 13.      | NQ         | NQ      |        |
| Elle Purrier St. Pierre                                                                                 | 1500 m (k)                  | 4:03,22    | 3.         | —        | —        | 3:59,74   | 3.       | 3:57,52    | 8.      |        |
| Elise Cranny                                                                                            | 5000 m (k)                  | 14:58,55   | 7.         | —        | —        | —         | —        | 14:48,06   | 11.     |        |
| Whittni Morgan                                                                                          | 5000 m (k)                  | 15:02,14 · | 6.         | —        | —        | —         | —        | 14:53,57 · | 14.     |        |
| Karissa Schweizer                                                                                       | 5000 m (k)                  | 14:59,64   | 8.         | —        | —        | —         | —        | 14:45,57   | 10.     |        |
| Weini Kelati                                                                                            | 10 000 m (k)                | —          | —          | —        | —        | —         | —        | 30:49,98   | 8.      |        |
| Karissa Schweizer                                                                                       | 10 000 m (k)                | —          | —          | —        | —        | —         | —        | 30:51,99 · | 9.      |        |
| Parker Valby                                                                                            | 10 000 m (k)                | —          | —          | —        | —        | —         | —        | 30:59,28   | 11.     |        |
| Alaysha Johnson                                                                                         | 100 m przez płotki (k)      | 12,61      | 2.         | —        | —        | 12,34     | 1.       | 12,93      | 7.      |        |
| Masai Russell                                                                                           | 100 m przez płotki (k)      | 12,53      | 1.         | —        | —        | 12,42     | 2.       | 12,33      | złoto   |        |
| Grace Stark                                                                                             | 100 m przez płotki (k)      | 12,72      | 3.         | —        | —        | 12,39     | 1.       | 12,43      | 5.      |        |
| Anna Cockrell                                                                                           | 400 m przez płotki (k)      | 53,91      | 1.         | —        | —        | 52,90     | 2.       | 51,87 ·    | srebro  |        |
| Jasmine Jones                                                                                           | 400 m przez płotki (k)      | 53,60      | 1.         | —        | —        | 53,83     | 2.       | 52,29 ·    | 4.      |        |
| Sydney McLaughlin-Levrone                                                                               | 400 m przez płotki (k)      | 53,60      | 1.         | —        | —        | 52,13     | 1.       | 50,37 ·    | złoto   |        |
| Valerie Constien                                                                                        | 3000 m z przeszkodami (k)   | 9:16,33    | 3.         | —        | —        | —         | —        | 9:34,08    | 15.     |        |
| Marisa Howard                                                                                           | 3000 m z przeszkodami (k)   | 9:24,78    | 7.         | —        | —        | —         | —        | NQ         | NQ      |        |
| Courtney Wayment                                                                                        | 3000 m z przeszkodami (k)   | 9:10,72    | 4.         | —        | —        | —         | —        | 9:13,60    | 12.     |        |
| Tamari Davis Aleia Hobbs Melissa Jefferson Sha’Carri Richardson Twanisha Terry                          | Sztafeta 4 × 100 m (k)      | 41,94      | 1.         | —        | —        | —         | —        | 41,78 ·    | złoto   |        |
| Kaylyn Brown Aaliyah Butler Kendall Ellis Quanera Hayes Alexis Holmes Shamier Little Isabella Whittaker | Sztafeta 4 × 400 m (k)      | 3:21,44 ·  | 1.         | —        | —        | —         | —        | 3:15,27 ·  | złoto   |        |
| Dakotah Lindwurm                                                                                        | Maraton (k)                 | —          | —          | —        | —        | —         | —        | 2:26:44    | 12.     |        |
| Fiona O’Keeffe                                                                                          | Maraton (k)                 | —          | —          | —        | —        | —         | —        | DNF        | DNF     |        |
| Emily Sisson                                                                                            | Maraton (k)                 | —          | —          | —        | —        | —         | —        | 2:29:53    | 23.     |        |
| Kaylyn Brown Bryce Deadmon Shamier Little Vernon Norwood                                                | Sztafeta mieszana 4 × 400 m | 3:07,41 ·  | 1.         | —        | —        | —         | —        | 3:07,74    | srebro  |        |

#### Konkurencje techniczne
| Zawodnik             | Konkurencja        | Kwalifikacje | Kwalifikacje | Finał | Finał   | Źródło |
| Zawodnik             | Konkurencja        | Wynik        | Miejsce      | Wynik | Miejsce | Źródło |
| -------------------- | ------------------ | ------------ | ------------ | ----- | ------- | ------ |
| Malcolm Clemons      | Skok w dal (m)     | 7,72         | 21.          | NQ    | NQ      |        |
| Jeremiah Davis       | Skok w dal (m)     | 7.83         | 15.          | NQ    | NQ      |        |
| Jarrion Lawson       | Skok w dal (m)     | NM           | NM           | NQ    | NQ      |        |
| Salif Mane           | Trójskok (m)       | 17,16        | 3            | 17,41 | 6.      |        |
| Russell Robinson     | Trójskok (m)       | 16,47        | 22.          | NQ    | NQ      |        |
| Donald Scott         | Trójskok (m)       | 16,77        | 14.          | NQ    | NQ      |        |
| JuVaughn Harrison    | Skok wzwyż (m)     | 2,20         | 19.          | NQ    | NQ      |        |
| Shelby McEwen        | Skok wzwyż (m)     | 2,27         | 1.           | 2,36  | srebro  |        |
| Vernon Turner        | Skok wzwyż (m)     | 2,15         | 28.          | NQ    | NQ      |        |
| Sam Kendricks        | Skok o tyczce (m)  | 5,75         | 8.           | 5,95  | srebro  |        |
| Christopher Nilsen   | Skok o tyczce (m)  | 5,40         | 26.          | NQ    | NQ      |        |
| Jacob Wooten         | Skok o tyczce (m)  | 5,60         | 22.          | NQ    | NQ      |        |
| Ryan Crouser         | Pchnięcie kulą (m) | 21,49        | 4            | 22,90 | złoto   |        |
| Joe Kovacs           | Pchnięcie kulą (m) | 21,24        | 7.           | 22,15 | srebro  |        |
| Payton Otterdahl     | Pchnięcie kulą (m) | 21,52        | 3.           | 22,03 | 4.      |        |
| Joseph Brown         | Rzut dyskiem (m)   | 61,68        | 22.          | NQ    | NQ      |        |
| Andrew Evans         | Rzut dyskiem (m)   | 62,25        | 17.          | NQ    | NQ      |        |
| Sam Mattis           | Rzut dyskiem (m)   | 62,66        | 14.          | NQ    | NQ      |        |
| Curtis Thompson      | Rzut oszczepem (m) | 76,79        | 27.          | NQ    | NQ      |        |
| Daniel Haugh         | Rzut młotem (m)    | NM           | NM           | NQ    | NQ      |        |
| Rudy Winkler         | Rzut młotem (m)    | 77,29        | 4.           | 77,92 | 6.      |        |
| Tara Davis-Woodhall  | Skok w dal (k)     | 6,90         | 1.           | 7,10  | złoto   |        |
| Jasmine Moore        | Skok w dal (k)     | 6,66         | 6.           | 6,96  | brąz    |        |
| Monae’ Nichols       | Skok w dal (k)     | 6,64         | 8.           | 6,67  | 6.      |        |
| Tori Franklin        | Trójskok (k)       | 14,02        | 14.          | NQ    | NQ      |        |
| Jasmine Moore        | Trójskok (k)       | 14,43        | 3.           | 14,67 | brąz    |        |
| Keturah Orji         | Trójskok (k)       | 14,09        | 11.          | 14,05 | 9.      |        |
| Vashti Cunningham    | Skok wzwyż (k)     | 1,92         | 12.          | 1,95  | 5.      |        |
| Rachel Glenn         | Skok wzwyż (k)     | 1,88         | 15.          | NQ    | NQ      |        |
| Brynn King           | Skok o tyczce (k)  | 4,40         | 22.          | NQ    | NQ      |        |
| Katie Moon           | Skok o tyczce (k)  | 4,55         | 1.           | 4,85  | srebro  |        |
| Bridget Williams     | Skok o tyczce (k)  | 4,40         | 22.          | NQ    | NQ      |        |
| Chase Jackson        | Pchnięcie kulą (k) | 17,60        | 17.          | NQ    | NQ      |        |
| Jaida Ross           | Pchnięcie kulą (k) | 18,58        | 8.           | 19.28 | 4.      |        |
| Raven Saunders       | Pchnięcie kulą (k) | 18,62        | 7.           | 17,79 | 11.     |        |
| Valarie Allman       | Rzut dyskiem (k)   | 69,59        | 1.           | 69,50 | złoto   |        |
| Veronica Fraley      | Rzut dyskiem (k)   | 62,54        | 13.          | NQ    | NQ      |        |
| Jayden Ulrich        | Rzut dyskiem (k)   | 61,08        | 18.          | NQ    | NQ      |        |
| Maggie Malone-Hardin | Rzut oszczepem (k) | 58,76        | 24.          | NQ    | NQ      |        |
| Annette Echikunwoke  | Rzut młotem (k)    | 73,52        | 4.           | 75,48 | srebro  |        |
| DeAnna Price         | Rzut młotem (k)    | 73,79        | 3.           | 71,00 | 11.     |        |
| Erin Reese           | Rzut młotem (k)    | 70,23        | 14.          | NQ    | NQ      |        |

#### Wieloboje
Dziesięciobój
| Zawodnik          | Konkurencja | 100 m | LJ | SP | HJ | 400 m | 110H | DT | PV | JT | 1500 m | Razem | Pozycja | Źródło |
| ----------------- | ----------- | ----- | -- | -- | -- | ----- | ---- | -- | -- | -- | ------ | ----- | ------- | ------ |
| Heath Baldwin     | Rezultat    |       |    |    |    |       |      |    |    |    |        |       |         |        |
| Heath Baldwin     | Punkty      |       |    |    |    |       |      |    |    |    |        |       |         |        |
| Harrison Williams | Rezultat    |       |    |    |    |       |      |    |    |    |        |       |         |        |
| Harrison Williams | Punkty      |       |    |    |    |       |      |    |    |    |        |       |         |        |
| Zach Ziemek       | Rezultat    |       |    |    |    |       |      |    |    |    |        |       |         |        |
| Zach Ziemek       | Punkty      |       |    |    |    |       |      |    |    |    |        |       |         |        |

Siedmiobój
| Zawodnik       | Konkurencja | 100 m | HJ | SP | 200 m | LJ | JT | 800 m | Razem | Pozycja | Źródło |
| -------------- | ----------- | ----- | -- | -- | ----- | -- | -- | ----- | ----- | ------- | ------ |
| Taliyah Brooks | Rezultat    |       |    |    |       |    |    |       |       |         |        |
| Taliyah Brooks | Punkty      |       |    |    |       |    |    |       |       |         |        |
| Anna Hall      | Rezultat    |       |    |    |       |    |    |       |       |         |        |
| Anna Hall      | Punkty      |       |    |    |       |    |    |       |       |         |        |
| Chari Hawkins  | Rezultat    |       |    |    |       |    |    |       |       |         |        |
| Chari Hawkins  | Punkty      |       |    |    |       |    |    |       |       |         |        |

### Łucznictwo
| Zawodnik                                                   | Konkurencja       | Runda rankingowa | Runda rankingowa | 1/32 finału      | 1/16 finału           | 1/8 finału              | Ćwierćfinały     | Półfinały        | Finał                | Finał   | Źródło        |
| Zawodnik                                                   | Konkurencja       | Wynik            | Miejsce          | Przeciwnik Wynik | Przeciwnik Wynik      | Przeciwnik Wynik        | Przeciwnik Wynik | Przeciwnik Wynik | Przeciwnik Wynik     | Pozycja | Źródło        |
| ---------------------------------------------------------- | ----------------- | ---------------- | ---------------- | ---------------- | --------------------- | ----------------------- | ---------------- | ---------------- | -------------------- | ------- | ------------- |
| Brady Ellison                                              | Indywidualnie (m) | 677              | 7.               | Yıldırmış W 6-2  | Wenchao W 6-2         | Tümer W 6-2             | Je-deok W 6-0    | Kahllund W 7-3   | Woo-jin P 510 - 610+ | srebro  | [ 40 ] [ 41 ] |
| Catalina Gnoriega                                          | Indywidualnie (k) | 648              | 38.              | Bauer W 6-0      | Choirunisa P 58 - 610 | NQ                      | NQ               | NQ               | NQ                   | 17.     | [ 42 ] [ 43 ] |
| Casey Kaufhold                                             | Indywidualnie (k) | 672              | 4.               | Sylla W 6-2      | Chien-ying P 3-7      | NQ                      | NQ               | NQ               | NQ                   | 17.     | [ 42 ] [ 43 ] |
| Jennifer Mucino-Fernandez                                  | Indywidualnie (k) | 625              | 57.              | Valencia P 2-6   | NQ                    | NQ                      | NQ               | NQ               | NQ                   | 33.     | [ 42 ] [ 43 ] |
| Catalina Gnoriega Casey Kaufhold Jennifer Mucino-Fernandez | Drużynowo (k)     | 1945             | 8.               | —                | —                     | Chińskie Tajpej · P 1–5 | NQ               | NQ               | NQ                   | 9.      | [ 44 ] [ 45 ] |
| Brady Ellison Casey Kaufhold                               | Mikst             | 1349             | 3.               | —                | —                     | Uzbekistan · W 6-0      | Japonia · W 5-3  | Niemcy · P 3-5   | Indie · W 6-2        | brąz    | [ 46 ] [ 47 ] |

### Pięciobój nowoczesny
| Zawodnik   | Konkurencja | Konkurencja | Szermierka      | Szermierka | Szermierka | Pływanie | Pływanie | Pływanie | Jazda konna | Jazda konna | Kombinacja: strzelanie/bieg przełajowy | Kombinacja: strzelanie/bieg przełajowy | Kombinacja: strzelanie/bieg przełajowy | Suma punktów | Pozycja | Źródło |
| Zawodnik   | Konkurencja | Konkurencja | Wynik (wygrane) | M.         | Punkty     | Czas     | M.       | Punkty   | M.          | Punkty      | Czas                                   | M.                                     | Punkty                                 | Suma punktów | Pozycja | Źródło |
| ---------- | ----------- | ----------- | --------------- | ---------- | ---------- | -------- | -------- | -------- | ----------- | ----------- | -------------------------------------- | -------------------------------------- | -------------------------------------- | ------------ | ------- | ------ |
| Jess Davis | kobiety     | Półfinał    | 16-19           | 21         | 209        | 2:27,61  | 18       | 255      | 9           | 293         | 12:27,42                               | 15                                     | 553                                    | 1310         | 14      | [ 48 ] |
| Jess Davis | kobiety     | Finał       | NQ              | NQ         | NQ         | NQ       | NQ       | NQ       | NQ          | NQ          | NQ                                     | NQ                                     | NQ                                     | NQ           | NQ      | [ 48 ] |

### Piłka nożna
| - Reprezentacja mężczyzn - Patrick Schulte - Nathan Harriel - Walker Zimmerman - Maximilian Dietz - John Tolkin - Gianluca Busio - Kevin Paredes - Tanner Tessmann - Griffin Yow - Taylor Booth - Paxten Aaronson - Miles Robinson - Duncan McGuire - Djordje Mihailovic - Benjamin Cremaschi - Jack McGlynn - Caleb Wiley - Gabriel Slonina |  | - Reprezentacja kobiet - Alyssa Naeher - Emily Fox - Korbin Albert - Naomi Girma - Trinity Rodman - Casey Krueger - Crystal Dunn - Lynn Williams - Mallory Swanson - Lindsey Horan - Sophia Smith - Tierna Davidson - Jenna Nighswonger - Emily Sonnett - Jaedyn Shaw - Rose Lavelle - Sam Coffey - Casey Murphy - Hal Hershfelt - Croix Bethune - Emily Sams - Jane Campbell |

| Konkurencja | Faza grupowa     | Faza grupowa        | Faza grupowa     | Faza grupowa | Ćwierćfinały     | Półfinały        | Finał /mecz o 3. miejsce | Pozycja | Źródło |
| Konkurencja | Przeciwnik Wynik | Przeciwnik Wynik    | Przeciwnik Wynik | Pozycja      | Przeciwnik Wynik | Przeciwnik Wynik | Przeciwnik Wynik         | Pozycja | Źródło |
| ----------- | ---------------- | ------------------- | ---------------- | ------------ | ---------------- | ---------------- | ------------------------ | ------- | ------ |
| Mężczyźni   | Francja P 0–3    | Nowa Zelandia W 4–1 | Gwinea W 3–0     | 2.           | Maroko P 0–4     | NQ               | NQ                       | 8.      | [ 49 ] |
| Kobiety     | Zambia W 3–0     | Niemcy W 4–1        | Australia W 2–1  | 1.           | Japonia W 1–0    | Niemcy W 1–0     | Brazylia W 1–0           | złoto   | [ 50 ] |

### Piłka wodna
| - Reprezentacja mężczyzn - Adrian Weinberg - Johnny Hooper - Marko Vavic - Alex Obert - Hannes Daube - Luca Cupido - Ben Hallock - Dylan Woodhead - Alex Bowen - Chase Dodd - Ryder Dodd - Max Irving - Drew Holland |  | - Reprezentacja kobiet - Ashleigh Johnson - Maddie Musselman - Tara Prentice - Rachel Fattal - Jenna Flynn - Maggie Steffens - Jordan Raney - Jamie Neushul - Jewel Roemer - Kaleigh Gilchrist - Emily Ausmus - Jovana Sekulic - Amanda Longan |

| Konkurencja | Faza grupowa     | Faza grupowa      | Faza grupowa     | Faza grupowa      | Faza grupowa      | Faza grupowa | Ćwierćfinały      | Półfinały         | Finał / 3. miejsce | Pozycja | Źródło |
| Konkurencja | Przeciwnik Wynik | Przeciwnik Wynik  | Przeciwnik Wynik | Przeciwnik Wynik  | Przeciwnik Wynik  | Pozycja      | Przeciwnik Wynik  | Przeciwnik Wynik  | Przeciwnik Wynik   | Pozycja | Źródło |
| ----------- | ---------------- | ----------------- | ---------------- | ----------------- | ----------------- | ------------ | ----------------- | ----------------- | ------------------ | ------- | ------ |
| Mężczyźni   | Włochy P 8-12    | Rumunia W 14-8    | Grecja P 11-13   | Czarnogóra W 12-7 | Chorwacja W 14-11 | 3.           | Australia W 74-73 | Serbia P 6-10     | Węgry W 83-80      | brąz    |        |
| Kobiety     | Grecja W 15-6    | Hiszpania P 11-13 | Włochy W 10-3    | Francja W 17-5    | —                 | 2.           | Węgry W 5-4       | Australia P 85-86 | Holandia P 10-11   | 4.      |        |

### Pływanie
| Zawodnik                                                                             | Konkurencja                       | Eliminacje | Eliminacje | Półfinał | Półfinał | Finał      | Finał  | Źródło               |
| Zawodnik                                                                             | Konkurencja                       | Czas       | Poz.       | Czas     | Poz.     | Czas       | Poz.   | Źródło               |
| ------------------------------------------------------------------------------------ | --------------------------------- | ---------- | ---------- | -------- | -------- | ---------- | ------ | -------------------- |
| Caeleb Dressel                                                                       | 50 m st. dowolnym (m)             | 21,91      | 13.        | 21,58    | 5.       | 21,61      | 6.     | [ 51 ] [ 52 ]        |
| Chris Guiliano                                                                       | 50 m st. dowolnym (m)             | 21,97      | 17.        | NQ       | NQ       | NQ         | NQ     | [ 51 ] [ 52 ]        |
| Jack Alexy                                                                           | 100 m st. dowolnym (m)            | 47,57      | 1.         | 47,68    | 6.       | 47,96      | 7.     |                      |
| Chris Guiliano                                                                       | 100 m st. dowolnym (m)            | 48,25      | 8.         | 47,72    | 7.       | 47,98      | 8.     |                      |
| Chris Guiliano                                                                       | 200 m st. dowolnym (m)            | 1:47,60    | 19.        | NQ       | NQ       | NQ         | NQ     |                      |
| Luke Hobson                                                                          | 200 m st. dowolnym (m)            | 1:46,23    | 7.         | 1:45,19  | 3.       | 1:44,79    | brąz   |                      |
| Aaron Shackell                                                                       | 400 m st. dowolnym (m)            | 3:45,45    | 6.         | —        | —        | 3:47,00    | 8.     |                      |
| Kieran Smith                                                                         | 400 m st. dowolnym (m)            | 3:46,47    | 11.        | —        | —        | NQ         | NQ     |                      |
| Robert Finke                                                                         | 800 m st. dowolnym (m)            | 7:43,00    | 5.         | —        | —        | 7:38,75    | srebro | [ 53 ] [ 54 ]        |
| Luke Whitlock                                                                        | 800 m st. dowolnym (m)            | 7:49,26    | 15.        | —        | —        | NQ         | NQ     | [ 53 ] [ 54 ]        |
| Robert Finke                                                                         | 1500 m st. dowolnym (m)           | 14:45,31   | 6.         | —        | —        | 14:30,67 · | złoto  | [ 55 ] [ 56 ]        |
| David Johnston                                                                       | 1500 m st. dowolnym (m)           | 15:10,64   | 18.        | —        | —        | NQ         | NQ     | [ 55 ] [ 56 ]        |
| Hunter Armstrong                                                                     | 100 m st. grzbietowym (m)         | 55,34      | 9.         | 53,11    | 11.      | NQ         | NQ     |                      |
| Ryan Murphy                                                                          | 100 m st. grzbietowym (m)         | 53,06      | 4.         | 52,72    | 5.       | 52,39      | brąz   |                      |
| Keaton Jones                                                                         | 200 m st. grzbietowym (m)         | 1:57,54    | 11.        | 1:56,39  | 6.       | 1:55,39    | 5.     |                      |
| Ryan Murphy                                                                          | 200 m st. grzbietowym (m)         | 1:57,03    | 5.         | 1:56,62  | 10.      | NQ         | NQ     |                      |
| Nic Fink                                                                             | 100 m st. klasycznym (m)          | 59,66      | 10.        | 59,16    | 4.       | 59,05      | srebro |                      |
| Charlie Swanson                                                                      | 100 m st. klasycznym (m)          | 59,92      | 14.        | 1:00,16  | 14.      | NQ         | NQ     |                      |
| Matthew Fallon                                                                       | 200 m st. klasycznym (m)          | 2:10,49    | 11.        | 2:09,96  | 10.      | NQ         | NQ     |                      |
| Josh Matheny                                                                         | 200 m st. klasycznym (m)          | 2:10,39    | 10.        | 2:09,70  | 6.       | 2:09,52    | 7.     |                      |
| Caeleb Dressel                                                                       | 100 m st. motylkowym (m)          | 50,83      | 6.         | 51,57    | 13.      | NQ         | NQ     |                      |
| Thomas Heilman                                                                       | 100 m st. motylkowym (m)          | 51,82      | 18.        | NQ       | NQ       | NQ         | NQ     |                      |
| Thomas Heilman                                                                       | 200 m st. motylkowym (m)          | 1:55,74    | 11.        | 1:54,87  | 10.      | NQ         | NQ     |                      |
| Luca Urlando                                                                         | 200 m st. motylkowym (m)          | 1:56,18    | 17.        | NQ       | NQ       | NQ         | NQ     |                      |
| Shaine Casas                                                                         | 200 m st. zmiennym (m)            | 1:58,04    | 5.         | 1:57,82  | 9.       | NQ         | NQ     |                      |
| Carson Foster                                                                        | 200 m st. zmiennym (m)            | 1:58,63    | 10.        | 1:56,37  | 2.       | 1:56,10    | 4.     |                      |
| Carson Foster                                                                        | 400 m st. zmiennym (m)            | 4:11,07    | 4.         | —        | —        | 4:08,66    | brąz   |                      |
| Chase Kalisz                                                                         | 400 m st. zmiennym (m)            | 4:13,36    | 11.        | —        | —        | NQ         | NQ     |                      |
| Jack Alexy Hunter Armstrong Caeleb Dressel Chris Guiliano Ryan Held Matt King        | 4 × 100 m st. dowolnym (m)        | 3:12,61    | 4.         | —        | —        | 3:09,28    | złoto  |                      |
| Brooks Curry Chris Guiliano Luke Hobson Drew Kibler Blake Pieroni Kieran Smith       | 4 × 200 m st. dowolnym (m)        | 7:05,57    | 2.         | —        | —        | 7:00,78    | srebro |                      |
| Hunter Armstrong Charlie Swanson Thomas Heilman Jack Alexy                           | 4 × 100 m st. zmiennym (m)        | 3:31,62    | 3.         | —        | —        | 3:28,01    | srebro |                      |
| Ivan Puskovitch                                                                      | 10 km na otwartym akwenie (m)     | —          | —          | —        | —        | 1:57:52,5  | 19.    |                      |
| Simone Manuel                                                                        | 50 m st. dowolnym (k)             | 24,87      | 18.        | NQ       | NQ       | NQ         | NQ     | [ 57 ]               |
| Gretchen Walsh                                                                       | 50 m st. dowolnym (k)             | 24,37      | 3.         | 24,17    | 2.       | 24,21      | 4.     | [ 57 ]               |
| Gretchen Walsh                                                                       | 100 m st. dowolnym (k)            | 53,54      | 8.         | 53,18    | 8.       | 53,04      | 8.     |                      |
| Torri Huske                                                                          | 100 m st. dowolnym (k)            | 53,53      | 7.         | 52,99    | 7.       | 52,29      | srebro |                      |
| Erin Gemmel                                                                          | 200 m st. dowolnym (k)            | 1:57,23    | 11.        | 1:56,46  | 9.       | NQ         | NQ     |                      |
| Claire Weinstein                                                                     | 200 m st. dowolnym (k)            | 1:56,48    | 6.         | 1:55,24  | 3.       | 1:56,60    | 8.     |                      |
| Katie Ledecky                                                                        | 400 m st. dowolnym (k)            | 4:02,19    | 1.         | —        | —        | 4:00,86    | brąz   |                      |
| Paige Madden                                                                         | 400 m st. dowolnym (k)            | 4:03,34    | 6.         | —        | —        | 4:02,26    | 6.     |                      |
| Katie Ledecky                                                                        | 800 m st. dowolnym (k)            | 8:16,62    | 1.         | —        | —        | 8:11,04    | złoto  |                      |
| Paige Madden                                                                         | 800 m st. dowolnym (k)            | 8:18,48    | 2.         | —        | —        | 8:13,00    | brąz   |                      |
| Katie Grimes                                                                         | 1500 m st. dowolnym (k)           | 16:12,11   | 10.        | —        | —        | NQ         | NQ     |                      |
| Katie Ledecky                                                                        | 1500 m st. dowolnym (k)           | 15:47,43   | 1.         | —        | —        | 15:30,02 · | złoto  |                      |
| Katharine Berkoff                                                                    | 100 m st. grzbietowym (k)         | 57,99      | 1.         | 58,27    | 3.       | 57,98      | brąz   | [ 58 ] [ 59 ]        |
| Regan Smith                                                                          | 100 m st. grzbietowym (k)         | 58,45      | 2.         | 57,97    | 1.       | 57,66      | srebro | [ 58 ] [ 59 ]        |
| Phoebe Bacon                                                                         | 200 m st. grzbietowym (k)         | 2:09,00    | 4.         | 2:07,32  | 1.       | 2:05,61    | 4.     |                      |
| Regan Smith                                                                          | 200 m st. grzbietowym (k)         | 2:09,61    | 6.         | 2:08,14  | 6.       | 2:04,26    | srebro |                      |
| Lilly King                                                                           | 100 m st. klasycznym (k)          | 1:06,10    | 5.         | 1:05,64  | 3.       | 1:05,60    | 4.     | [ 60 ] [ 61 ] [ 62 ] |
| Emma Weber                                                                           | 100 m st. klasycznym (k)          | 1:07,65    | 23.        | NQ       | NQ       | NQ         | NQ     | [ 60 ] [ 61 ] [ 62 ] |
| Kate Douglass                                                                        | 200 m st. klasycznym (k)          | 2:23,44    | 3.         | 2:19,74  | 1.       | 2:19,24 ·  | złoto  | [ 63 ] [ 64 ]        |
| Lilly King                                                                           | 200 m st. klasycznym (k)          | 2:24,91    | 11.        | 2:23,25  | 6.       | 2:25,91    | 8.     | [ 63 ] [ 64 ]        |
| Torri Huske                                                                          | 100 m st. motylkowym (k)          | 56,72      | 3.         | 56,00    | 2.       | 55,59      | złoto  |                      |
| Gretchen Walsh                                                                       | 100 m st. motylkowym (k)          | 56,75      | 4.         | 55,38 ·  | 1.       | 55,63      | srebro |                      |
| Alex Shackell                                                                        | 200 m st. motylkowym (k)          | 2:07,49    | 5.         | 2:06,46  | 5.       | 2:07,73    | 6.     |                      |
| Regan Smith                                                                          | 200 m st. motylkowym (k)          | 2:06,99    | 2.         | 2:05,39  | 2.       | 2:03,84 ·  | srebro |                      |
| Kate Douglass                                                                        | 200 m st. zmiennym (k)            | 2:10,70    | 5.         | 2:08,59  | 3.       | 2:06,92    | srebro | [ 65 ] [ 66 ]        |
| Alex Walsh                                                                           | 200 m st. zmiennym (k)            | 2:10,48    | 2.         | 2:07,45  | 1.       | DSQ        | DSQ    | [ 65 ] [ 66 ]        |
| Katie Grimes                                                                         | 400 m st. zmiennym (k)            | 4:37,24    | 2.         | —        | —        | 4:33,40    | srebro | [ 67 ]               |
| Emma Weyant                                                                          | 400 m st. zmiennym (k)            | 4:36,27    | 1.         | —        | —        | 4:34,93    | brąz   | [ 67 ]               |
| Erika Connolly Kate Douglass Torri Huske Simone Manuel Gretchen Walsh Abbey Weitzeil | 4 × 100 m st. dowolnym (k)        | 3:33,29    | 2.         | —        | —        | 3:30,20 ·  | srebro |                      |
| Erin Gemmel Katie Ledecky Paige Madden Anna Peplowski Alex Shackell Claire Weinstein | 4 × 200 m st. dowolnym (k)        | 7:52,72    | 4.         | —        | —        | 7:40,86    | srebro |                      |
| Katharine Berkoff Emma Weber Alex Shackell Kate Douglass                             | 4 × 100 m st. zmiennym (k)        | 3:56,40    | 4.         | —        | —        | 3:49,63 ·  | złoto  |                      |
| Mariah Denigan                                                                       | 10 km na otwartym akwenie (k)     | —          | —          | —        | —        | 2:06:42,9  | 16.    |                      |
| Katie Grimes                                                                         | 10 km na otwartym akwenie (k)     | —          | —          | —        | —        | 2:06,29,6  | 15.    |                      |
| Regan Smith Charlie Swanson Caeleb Dressel Abbey Weitzeil                            | 4 × 100 m st. zmiennym (mieszana) | 3:40,98    | 1.         | —        | —        | 3:37,43 ·  | złoto  |                      |

### Pływanie synchroniczne
| Zawodnik | Konkurencja | Runda techniczna | Runda techniczna | Runda dowolna | Runda dowolna | Runda dowolna | Runda akrobatyczna | Runda akrobatyczna | Runda akrobatyczna | Źródło |
| Zawodnik | Konkurencja | Punkty           | Miejsce          | Punkty        | Suma          | Miejsce       | Punkty             | Suma               | Miejsce            | Źródło |
| --- | ----------- | ---------------- | ---------------- | ------------- | ------------- | ------------- | ------------------ | ------------------ | ------------------ | ------ |
| Jamie Czarkowski Megumi Field                                                                                 | Duety       | 230,7134         | 11               | 254,0354      | 487,7488      | 10            | —                  | —                  | —                  | [ 68 ] |
| Anita Alvarez Jamie Czarkowski Megumi Field Keana Hunter Audrey Kwon Jacklyn Luu Daniella Ramirez Ruby Remati | Drużyny     | 282,7567         | 4                | 360,2688      | 643,0255      | 2             | 271,3166           | 914,3421           | srebro             | [ 69 ] |

### Podnoszenie ciężarów
| Zawodnik            | Konkurencja | Rwanie | Rwanie  | Podrzut | Podrzut | Razem | Pozycja | Źródło |
| Zawodnik            | Konkurencja | Wynik  | Pozycja | Wynik   | Pozycja | Razem | Pozycja | Źródło |
| ------------------- | ----------- | ------ | ------- | ------- | ------- | ----- | ------- | ------ |
| Hampton Morris      | -61 kg (m)  | 126    | 5.      | 172     | 1.      | 298   | brąz    |        |
| Wesley Kitts        | -102 kg (m) | 172    | 9.      | 202     | 8.      | 374   | 8.      |        |
| Jourdan Delacruz    | -49 kg (k)  | 84     | 7.      | 111     | 4.      | 195   | 5.      |        |
| Olivia Reeves       | -71 kg (k)  | 117 ·  | 1.      | 145     | 1.      | 262   | złoto   |        |
| Mary Theisen-Lappen | +81 kg (k)  | 119    | 6.      | 155     | 5.      | 274   | 5.      |        |

### Rugby 7
| - Reprezentacja kobiet - Alena Olsen - Alev Kelter - Ariana Ramsey - Ilona Maher - Kayla Canett - Kristi Kirshe - Lauren Doyle - Naya Tapper - Sammy Sullivan - Sarah Levy - Spiff Sedrick - Stephanie Rovetti |  | - Reprezentacja mężczyzn - Aaron Cummings - Maka Unufe - Orrin Bizer - Matai Leuta - Marcus Tupuola - Kevon Williams - Naima Fuala’au - Malacchi Esdale - Stephen Tomasin - Madison Hughes - Perry Baker - Lucas Lacamp |

| Konkurencja | Faza grupowa     | Faza grupowa     | Faza grupowa     | Faza grupowa | Ćwierćfinały           | Półfinały             | Finał/Mecz 3.miejsce | Pozycja | Źródło |
| Konkurencja | Przeciwnik Wynik | Przeciwnik Wynik | Przeciwnik Wynik | Pozycja      | Przeciwnik Wynik       | Przeciwnik Wynik      | Przeciwnik Wynik     | Pozycja | Źródło |
| ----------- | ---------------- | ---------------- | ---------------- | ------------ | ---------------------- | --------------------- | -------------------- | ------- | ------ |
| Mężczyźni   | Francja R 12-12  | Fidżi P 12-38    | Urugwaj W 33-17  | 3.           | Australia P 0-18       | Irlandia P 14-17      | Argentyna P 0-19     | 8.      |        |
| Kobiety     | Japonia W 36-7   | Brazylia W 24-5  | Francja P 14-31  | 2.           | Wielka Brytania W 17-7 | Nowa Zelandia P 12-24 | Australia W 14-12    | brąz    |        |

### Siatkówka
| - Reprezentacja kobiet - Jordyn Poulter - Avery Skinner - Justine Wong-Orantes - Lauren Carlini - Jordan Larson - Andrea Drews - Jordan Thompson - Haleigh Washington - Dana Rettke - Kathryn Plummer - Kelsey Robinson - Chiaka Ogbogu |  | - Reprezentacja mężczyzn - Matthew Anderson - Aaron Russell - Jeffrey Jendryk - Torey Defalco - Micah Christenson - Maxwell Holt - Micah Maʻa - Thomas Jaeschke - Garrett Muagututia - Taylor Averill - David Smith - Erik Shoji |

| Konkurencja | Faza grupowa     | Faza grupowa     | Faza grupowa     | Faza grupowa | Ćwierćfinały     | Półfinały        | Finał            | Pozycja | Źródło |
| Konkurencja | Przeciwnik Wynik | Przeciwnik Wynik | Przeciwnik Wynik | Pozycja      | Przeciwnik Wynik | Przeciwnik Wynik | Przeciwnik Wynik | Pozycja | Źródło |
| ----------- | ---------------- | ---------------- | ---------------- | ------------ | ---------------- | ---------------- | ---------------- | ------- | ------ |
| Mężczyźni   | Argentyna W 3-0  | Niemcy W 3-2     | Japonia W 3-1    | 1.           | Brazylia W 3-1   | Polska P 2-3     | Włochy W 3-0     | brąz    |        |
| Kobiety     | Chiny P 2-3      | Serbia W 3-2     | Francja W 3-0    | 2.           | Polska W 3-0     | Brazylia W 3-2   | Włochy P 0-3     | srebro  |        |

#### Siatkówka plażowa
| Zawodnik                   | Konkurencja | Faza grupowa                 | Faza grupowa              | Faza grupowa            | Faza grupowa | Play off                | 1/8 finału                       | Ćwierćfinały            | Półfinały        | Finał            | Finał | Źródło |
| Zawodnik                   | Konkurencja | Przeciwnik Wynik             | Przeciwnik Wynik          | Przeciwnik Wynik        | Poz.         | Przeciwnik Wynik        | Przeciwnik Wynik                 | Przeciwnik Wynik        | Przeciwnik Wynik | Przeciwnik Wynik | Poz.  | Źródło |
| -------------------------- | ----------- | ---------------------------- | ------------------------- | ----------------------- | ------------ | ----------------------- | -------------------------------- | ----------------------- | ---------------- | ---------------- | ----- | ------ |
| Andy Benesh Miles Partain  | Mężczyzni   | Alayo / Díaz P 0-2           | Abicha / El Graoui W 2-0  | Stein / Wanderly W 2-1  | 2.           | BYE                     | Cottafava / Nicolai W 2-0        | Younousse / Tijan P 0-2 | NQ               | NQ               | 5.    |        |
| Chase Budinger Miles Evans | Mężczyzni   | Krou / Gauthier-Rat W 2-0    | Boermans / De Groot P 1-2 | Gavira / Herrera P 0-2  | 3.           | Hodges / Schubert W 2-0 | Mol / Sørum P 0-2                | NQ                      | NQ               | NQ               | 9.    |        |
| Kelly Cheng Sara Hughes    | Kobiety     | Hermannová / Štochlová W 2-0 | Chamereau / Vieira W 2-0  | Müller / Tillmann W 2-0 | 1.           | BYE                     | Gottardi / Menegatti W 2-1       | Hüberli / Brunner P 0-2 | NQ               | NQ               | 5.    |        |
| Taryn Kloth Kristen Nuss   | Kobiety     | Bansley / Bukovec W 2-0      | Artacho / Clancy W 2-0    | Xia / Xue W 2-1         | 1.           | BYE                     | Humana-Paredes / Wilkerson P 0-2 | NQ                      | NQ               | NQ               | 9.    |        |

### Skateboarding
| Zawodnik        | Konkurencja | Eliminacje | Eliminacje | Finał | Finał   | Źródło |
| Zawodnik        | Konkurencja | Wynik      | Pozycja    | Wynik | Pozycja | Źródło |
| --------------- | ----------- | ---------- | ---------- | ----- | ------- | ------ |
| Gavin Bottger   | Park (m)    |            |            |       |         |        |
| Tate Carew      | Park (m)    |            |            |       |         |        |
| Tom Schaar      | Park (m)    |            |            |       |         |        |
| Jagger Eaton    | Street (m)  |            |            |       |         |        |
| Nyjah Huston    | Street (m)  |            |            |       |         |        |
| Chris Joslin    | Street (m)  |            |            |       |         |        |
| Ruby Lilley     | Park (k)    |            |            |       |         |        |
| Minna Stess     | Park (k)    |            |            |       |         |        |
| Bryce Wettstein | Park (k)    |            |            |       |         |        |
| Mariah Duran    | Street (k)  |            |            |       |         |        |
| Paige Heyn      | Street (k)  |            |            |       |         |        |
| Poe Pinson      | Street (k)  |            |            |       |         |        |

### Skoki do wody
| Zawodnik                         | Konkurencja                       | Preliminacje | Preliminacje | Półfinał | Półfinał | Finał  | Finał   | Źródło |
| Zawodnik                         | Konkurencja                       | Punkty       | Miejsce      | Punkty   | Miejsce  | Punkty | Miejsce | Źródło |
| -------------------------------- | --------------------------------- | ------------ | ------------ | -------- | -------- | ------ | ------- | ------ |
| Andrew Capobianco                | Trampolina 3 m indywidualnie (m)  |              |              |          |          |        |         | [ 70 ] |
| Carson Tyler                     | Trampolina 3 m indywidualnie (m)  |              |              |          |          |        |         | [ 70 ] |
| Carson Tyler                     | Wieża 10 m indywidualnie (m)      |              |              |          |          |        |         |        |
| Tyler Downs Greg Duncan          | Trampolina 3 m synchronicznie (m) |              |              |          |          |        |         |        |
| Sarah Bacon                      | Trampolina 3 m indywidualnie (k)  |              |              |          |          |        |         |        |
| Alison Gibson                    | Trampolina 3 m indywidualnie (k)  |              |              |          |          |        |         |        |
| Delaney Schnell                  | Wieża 10 m indywidualnie (k)      |              |              |          |          |        |         | [ 71 ] |
| Daryn Wright                     | Wieża 10 m indywidualnie (k)      |              |              |          |          |        |         | [ 71 ] |
| Sarah Bacon Kassidy Cook         | Trampolina 3 m synchronicznie (k) |              |              |          |          |        |         |        |
| Jessica Parratto Delaney Schnell | Wieża 10 m synchronicznie (k)     |              |              |          |          |        |         |        |

### Strzelectwo
| Zawodnik                     | Konkurencja                                   | Kwalifikacje | Kwalifikacje | Półfinał | Półfinał | Finał | Finał   | Źródło |
| Zawodnik                     | Konkurencja                                   | Wynik        | Pozycja      | Wynik    | Pozycja  | Wynik | Pozycja | Źródło |
| ---------------------------- | --------------------------------------------- | ------------ | ------------ | -------- | -------- | ----- | ------- | ------ |
| Ivan Roe                     | Karabin pneumatyczny, 10 m (m)                | 626,3        | 34.          | —        | —        | NQ    | NQ      |        |
| Ivan Roe                     | Karabin małokalibrowy, trzy postawy, 50 m (m) | 587-32x      | 20.          | —        | —        | NQ    | NQ      |        |
| Rylan Kissell                | Karabin pneumatyczny, 10 m (m)                | 626,3        | 35.          | —        | —        | NQ    | NQ      |        |
| Rylan Kissell                | Karabin małokalibrowy, trzy postawy, 50 m (m) | 579-25x      | 38.          | —        | —        | NQ    | NQ      |        |
| Henry Leverett               | Pistolet szybkostrzelny, 25 m (m)             | 573-16x      | 25.          | —        | —        | NQ    | NQ      |        |
| Keith Sanderson              | Pistolet szybkostrzelny, 25 m (m)             | 579-16x      | 19.          | —        | —        | NQ    | NQ      |        |
| Will Hinton                  | Trap (m)                                      | 116          | 27.          | —        | —        | NQ    | NQ      |        |
| Derrick Mein                 | Trap (m)                                      | 122+13       | 6.           | —        | —        | 26    | 5.      |        |
| Vincent Hancock              | Skeet (m)                                     | 123          | 4.           | —        | —        | 58    | złoto   |        |
| Conner Prince                | Skeet (m)                                     | 124+12 · =   | 1.           | —        | —        | 57    | srebro  |        |
| Sagen Maddalena              | Karabin pneumatyczny, 10 m (k)                | 631,4        | 7.           | —        | —        | 207,7 | 4.      |        |
| Mary Tucker                  | Karabin pneumatyczny, 10 m (k)                | 625,2        | 32.          | —        | —        | NQ    | NQ      |        |
| Sagen Maddalena              | Karabin małokalibrowy, trzy postawy, 50 m (k) | 593-45x ·    | 1.           | —        | —        | 463,0 | srebro  |        |
| Mary Tucker                  | Karabin małokalibrowy, trzy postawy, 50 m (k) | 579-20x      | 25.          | —        | —        | NQ    | NQ      |        |
| Katelyn Abeln                | Pistolet pneumatyczny, 10 m (k)               | 570-16x      | 24.          | —        | —        | NQ    | NQ      |        |
| Alexis Lagan                 | Pistolet pneumatyczny, 10 m (k)               | 570-15x      | 25.          | —        | —        | NQ    | NQ      |        |
| Katelyn Abeln                | Pistolet sportowy, 25 m (k)                   | 585          | 8.           | —        | —        | 5     | 8.      |        |
| Ada Korkhin                  | Pistolet sportowy, 25 m (k)                   | 571          | 32.          | —        | —        | NQ    | NQ      |        |
| Ryann Phillips               | Trap (k)                                      | 116          | 16.          | —        | —        | NQ    | NQ      |        |
| Rachel Tozier                | Trap (k)                                      | 115          | 18.          | —        | —        | NQ    | NQ      |        |
| Austen Smith                 | Skeet (k)                                     | 122          | 1.           | —        | —        | 45    | brąz    |        |
| Dania Vizzi                  | Skeet (k)                                     | 118          | 12.          | —        | —        | NQ    | NQ      |        |
| Sagen Maddalena Ivan Roe     | Karabin pneumatyczny, 10 m (mikst)            | 624,9        | 18.          | —        | —        | NQ    | NQ      |        |
| Mary Tucker Rylan Kissell    | Karabin pneumatyczny, 10 m (mikst)            | 626,0        | 13.          | —        | —        | NQ    | NQ      |        |
| Vincent Hancock Austen Smith | Skeet (mikst)                                 | 148          | 2.           | —        | —        | 44    | srebro  |        |
| Conner Prince Dania Vizzi    | Skeet (mikst)                                 | 144          | 6.           | —        | —        | NQ    | NQ      |        |

### Surfing
| Zawodnik           | Konkurencja | Eliminacje | Eliminacje | Eliminacje | Eliminacje | 1/8 finału       | Ćwierćfinał      | Półfinał         | Finał/ 3. miejsce | Pozycja | Źródło |
| Zawodnik           | Konkurencja | Runda 1    | Runda 1    | Runda 2    | Runda 2    | 1/8 finału       | Ćwierćfinał      | Półfinał         | Finał/ 3. miejsce | Pozycja | Źródło |
| Zawodnik           | Konkurencja | Wynik      | Miejsce    | Wynik      | Miejsce    | Przeciwnik Wynik | Przeciwnik Wynik | Przeciwnik Wynik | Przeciwnik Wynik  | Pozycja | Źródło |
| ------------------ | ----------- | ---------- | ---------- | ---------- | ---------- | ---------------- | ---------------- | ---------------- | ----------------- | ------- | ------ |
| Griffin Colapinto  | Mężczyźni   |            |            |            |            |                  |                  |                  |                   |         |        |
| John John Florence | Mężczyźni   |            |            |            |            |                  |                  |                  |                   |         |        |
| Caroline Marks     | Kobiety     |            |            |            |            |                  |                  |                  |                   |         |        |
| Carissa Moore      | Kobiety     |            |            |            |            |                  |                  |                  |                   |         |        |
| Caitlin Simmers    | Kobiety     |            |            |            |            |                  |                  |                  |                   |         |        |

### Szermierka
| Zawodnik                                                                     | Konkurencja              | 1/32             | 1/16              | 1/8              | Ćwierćfinały               | Półfinały                  | Finał/o 3. miejsce | Finał/o 3. miejsce | Źródło |
| Zawodnik                                                                     | Konkurencja              | Przeciwnik Wynik | Przeciwnik Wynik  | Przeciwnik Wynik | Przeciwnik Wynik           | Przeciwnik Wynik           | Przeciwnik Wynik   | Pozycja            | Źródło |
| ---------------------------------------------------------------------------- | ------------------------ | ---------------- | ----------------- | ---------------- | -------------------------- | -------------------------- | ------------------ | ------------------ | ------ |
| Nick Itkin                                                                   | Floret indywidualnie (m) | BYE              | Tofalides W 15-5  | Tolba W 15-8     | Bianchi W 15-14            | Macchi P 11-15             | Iimura W 15-12     | brąz               |        |
| Alexander Massialas                                                          | Floret indywidualnie (m) | BYE              | Keryhuel W 15-3   | Iimura P 8-15    | NQ                         | NQ                         | NQ                 | 9.                 |        |
| Gerek Meinhardt                                                              | Floret indywidualnie (m) | BYE              | Haiwei W 15-7     | Lefort P 10-15   | NQ                         | NQ                         | NQ                 | 9.                 |        |
| Miles Chamley-Watson Nick Itkin Alexander Massialas Gerek Meinhardt          | Floret drużynowo (m)     | —                | —                 | —                | Egipt · W 45-35            | Włochy · P 38-45           | Francja · P 32-45  | 4.                 |        |
| Eli Dershwitz                                                                | Szabla indywidualnie (m) | BYE              | Gémesi P 10-15    | NQ               | NQ                         | NQ                         | NQ                 | 17.                |        |
| Colin Heathcock                                                              | Szabla indywidualnie (m) | BYE              | Sang-won P 10-15  | NQ               | NQ                         | NQ                         | NQ                 | 17.                |        |
| Mitchell Saron                                                               | Szabla indywidualnie (m) | BYE              | Pianfetti W 15-12 | El-Sisi P 13-15  | NQ                         | NQ                         | NQ                 | 9.                 |        |
| Eli Dershwitz Filip Dolegiewicz Colin Heathcock Mitchell Saron               | Szabla drużynowo (m)     | —                | —                 | —                | Iran · P 44-45             | Włochy · P 40-45           | Kanada · W 45-43   | 7.                 |        |
| Jacqueline Dubrovich                                                         | Floret indywidualnie (k) | BYE              | Pásztor P 12-15   | NQ               | NQ                         | NQ                         | NQ                 | 17.                |        |
| Lee Kiefer                                                                   | Floret indywidualnie (k) | BYE              | Jelińska W 15-13  | Qianqian W 15-9  | Pásztor W 15-4             | Volpi W 15-10              | Scruggs W 15-6     | złoto              |        |
| Lauren Scruggs                                                               | Floret indywidualnie (k) | BYE              | Berthier W 15-13  | Guo W 15-11      | Errigo W 15-14             | Harvey W 15-9              | Kiefer P 6-15      | srebro             |        |
| Jacqueline Dubrovich Lee Kiefer Lauren Scruggs Maia Weintraub                | Floret drużynowo (k)     | —                | —                 | —                | Chiny · W 45-37            | Kanada · W 45-31           | Włochy · W 45-39   | złoto              |        |
| Tatiana Nazlymov                                                             | Szabla indywidualnie (k) | BYE              | Se-bin P 14-15    | NQ               | NQ                         | NQ                         | NQ                 | 17.                |        |
| Magda Skarbonkiewicz                                                         | Szabla indywidualnie (k) | BYE              | Erbil P 11-15     | NQ               | NQ                         | NQ                         | NQ                 | 17.                |        |
| Elizabeth Tartakovsky                                                        | Szabla indywidualnie (k) | BYE              | Hafez P 13-15     | NQ               | NQ                         | NQ                         | NQ                 | 17.                |        |
| Maia Chamberlain Tatiana Nazlymov Magda Skarbonkiewicz Elizabeth Tartakovsky | Szabla drużynowo (k)     | —                | —                 | —                | Korea Południowa · P 35-45 | Algieria · W 45-28         | Węgry · W 45-39    | 5.                 |        |
| Anne Cebula                                                                  | Szpada indywidualnie (k) | BYE              | Fiamingo W 15-14  | Mallo P 13-15    | NQ                         | NQ                         | NQ                 | 9.                 |        |
| Hadley Husisian                                                              | Szpada indywidualnie (k) | BYE              | Brunner W 12-11   | Kong P 12-15     | NQ                         | NQ                         | NQ                 | 9.                 |        |
| Margherita Guzzi Vincenti                                                    | Szpada indywidualnie (k) | BYE              | Charkowa P 6-15   | NQ               | NQ                         | NQ                         | NQ                 | 17.                |        |
| Anne Cebula Katharine Holmes Hadley Husisian Margherita Guzzi Vincenti       | Szpada drużynowo (k)     | —                | —                 | —                | Polska · P 29-31           | Korea Południowa · P 39-45 | Egipt · W 44-30    | 3.                 |        |

### Taekwondo
| Zawodnik          | Konkurencja | 1/8 finału       | Ćwierćfinał      | Półfinał         | Repesaż          | Finał / 3.miejsce | Finał / 3.miejsce | Źródło |
| Zawodnik          | Konkurencja | Przeciwnik Wynik | Przeciwnik Wynik | Przeciwnik Wynik | Przeciwnik Wynik | Przeciwnik Wynik  | Pozycja           | Źródło |
| ----------------- | ----------- | ---------------- | ---------------- | ---------------- | ---------------- | ----------------- | ----------------- | ------ |
| Carl Nickolas     | -80 kg (m)  | Mansouri W 2-0   | Sawadogo W 2-0   | Katoussi P 0-2   | BYE              | Alessio P 0-2     | 5.                |        |
| Jonathan Healy    | +80 kg (m)  | Zhaoxiang W 2-1  | Cissé P 0-2      | NQ               | NQ               | NQ                | 9.                |        |
| Faith Dillon      | -57 kg (k)  | Toumi P 1-2      | NQ               | NQ               | NQ               | NQ                | 11.               |        |
| Kristina Teachout | -67 kg (k)  | Wiet-Hénin W 2-0 | Márton P 1-2     | NQ               | Gbagbi W 2-1     | Jie W 2-0         | brąz              |        |

### Tenis stołowy
| Zawodnik                        | Konkurencja   | Eliminacje       | Runda 1          | Runda 2          | Runda 3          | 1/8 finału       | Ćwierćfinały     | Półfinały        | Finał            | Finał   | Źródło |
| Zawodnik                        | Konkurencja   | Przeciwnik Wynik | Przeciwnik Wynik | Przeciwnik Wynik | Przeciwnik Wynik | Przeciwnik Wynik | Przeciwnik Wynik | Przeciwnik Wynik | Przeciwnik Wynik | Pozycja | Źródło |
| ------------------------------- | ------------- | ---------------- | ---------------- | ---------------- | ---------------- | ---------------- | ---------------- | ---------------- | ---------------- | ------- | ------ |
| Kanak Jha                       | Singel (m)    | —                | Ursu W 4-0       | Dae-seong W 4-2  | Gionis W 4-2     | Zhendong P 0-4   | NQ               | NQ               | NQ               | 9.      |        |
| Amy Wang                        | Singel (k)    | —                | BYE              | Tommy W 4-0      | Díaz P 2-4       | NQ               | NQ               | NQ               | NQ               | 17.     |        |
| Lily Zhang                      | Singel (k)    | —                | BYE              | Sahakian W 4-0   | Takahashi W 4-2  | Yu-bin P 0-4     | NQ               | NQ               | NQ               | 9.      |        |
| Rachel Sung Amy Wang Lily Zhang | Drużynowo (k) | —                | —                | —                | —                | Niemcy · P 2-3   | NQ               | NQ               | NQ               | 9.      |        |

### Tenis ziemny
| Zawodnik                          | Konkurencja | Pierwsza runda        | Druga runda       | Trzecia runda    | Ćwierćfinały            | Półfinały         | Finał             | Finał   | Źródło |
| Zawodnik                          | Konkurencja | Przeciwnik Wynik      | Przeciwnik Wynik  | Przeciwnik Wynik | Przeciwnik Wynik        | Przeciwnik Wynik  | Przeciwnik Wynik  | Pozycja | Źródło |
| --------------------------------- | ----------- | --------------------- | ----------------- | ---------------- | ----------------------- | ----------------- | ----------------- | ------- | ------ |
| Christopher Eubanks               | Singiel (m) | Hassan P 0-2          | NQ                | NQ               | NQ                      | NQ                | NQ                | 33.     |        |
| Taylor Fritz                      | Singiel (m) | Bublik W 2-0          | Draper W 2-1      | Musetti P 0-2    | NQ                      | NQ                | NQ                | 9.      |        |
| Marcos Giron                      | Singiel (m) | Auger-Aliassime P 0-2 | NQ                | NQ               | NQ                      | NQ                | NQ                | 33.     |        |
| Tommy Paul                        | Singiel (m) | Darderi W 2-0         | Menšík W 2-0      | Moutet W 2-0     | Alcaraz P 0-2           | NQ                | NQ                | 5.      |        |
| Taylor Fritz Tommy Paul           | Debel (m)   | —                     | Kanada · W 2-0    | Holandia · W 2-0 | Wielka Brytania · W 2-0 | Australia · P 0-2 | Czechy · W 2-0    | brąz    |        |
| Austin Krajicek Rajeev Ram        | Debel (m)   | —                     | Australia · W 2-0 | Brazylia · W 2-0 | Hiszpania · W 2-0       | Czechy · W 2-0    | Australia · P 1-2 | srebro  |        |
| Danielle Collins                  | Singiel (k) | Siegemund W 2-0       | Wozniacki W 2-1   | Osorio W 2-1     | Świątek P 1-2           | NQ                | NQ                | 5.      |        |
| Coco Gauff                        | Singiel (k) | Tomljanović W 2-0     | Carlé W 2-0       | Vekić P 1-2      | NQ                      | NQ                | NQ                | 9.      |        |
| Emma Navarro                      | Singiel (k) | Grabher W 2-0         | Tomowa W 2-1      | Qinwen P 1-2     | NQ                      | NQ                | NQ                | 9.      |        |
| Jessica Pegula                    | Singiel (k) | Golubic W 2-0         | Switolina P 1-2   | NQ               | NQ                      | NQ                | NQ                | 17.     |        |
| Danielle Collins Desirae Krawczyk | Debel (k)   | —                     | Grecja · W 2-0    | Ukraina · P 1-2  | NQ                      | NQ                | NQ                | 9.      |        |
| Coco Gauff Jessica Pegula         | Debel (k)   | —                     | Australia · W 2-0 | Czechy · P 1-2   | NQ                      | NQ                | NQ                | 9.      |        |

### Triathlon
| Zawodnik                  | Konkurencja | Pływanie | Zmiana 1 | Jazda na rowerze | Zmiana 2 | Bieg | Czas | Pozycja | Źródło |
| ------------------------- | ----------- | -------- | -------- | ---------------- | -------- | ---- | ---- | ------- | ------ |
| Morgan Pearson            | Mężczyźni   |          |          |                  |          |      |      |         |        |
| Seth Rider                | Mężczyźni   |          |          |                  |          |      |      |         |        |
| Kirsten Kasper            | Kobiety     |          |          |                  |          |      |      |         |        |
| Taylor Knibb              | Kobiety     |          |          |                  |          |      |      |         |        |
| Taylor Spivey             | Kobiety     |          |          |                  |          |      |      |         |        |
| Morgan Pearson Seth Rider | Sztafeta    |          |          |                  |          |      |      |         |        |

### Wioślarstwo
| Zawodnik | Konkurencja              | Eliminacje | Eliminacje | Repasaż | Repasaż | Ćwierćfinały | Ćwierćfinały | Półfinały | Półfinały | Finał   | Finał | Źródło |  |
| Zawodnik | Konkurencja              | Czas       | M.         | Czas    | M.      | Czas         | M.           | Czas      | M.        | Czas    | M.    | Źródło |  |
| --- | ------------------------ | ---------- | ---------- | ------- | ------- | ------------ | ------------ | --------- | --------- | ------- | ----- | ------ |  |
| James Plihal | jedynka (m)              | 6:54,95    | 2 QF       | —       | —       | 6:47,03      | 3 SC/D       | 6:56,95   | 1 FC      | 6:41,97 | 13.   |        |  |
| William Bender Oliver Bub | dwójka bez sternika (m)  | 7:02,62    | 5 R        | 6:51,32 | 3 SA/B  | —            | —            | 6:46,11   | 6 FB      | 6:28,57 | 10.   |        |  |
| Benjamin Davison Sorin Koszyk | dwójka podwójna (m)      | 6:16,48    | 3 SA/B     | BYE     | BYE     | —            | —            | 6:14,19   | 2 FA      | 6:17,02 | 4.    |        |  |
| Justin Best Liam Corrigan Michael Grady Nick Mead                                                                                                 | czwórka bez sternika (m) | 6:04,95    | 1 FA       | BYE     | BYE     | —            | —            | —         | —         | 5:49,03 | złoto |        |  |
| Christopher Carlson Peter Chatain Clark Dean Henry Hollingsworth Rielly Milne Evan Olson Pieter Quinton Nicholas Rusher Christian Tabash          | M8+                      |            |            |         |         | —            | —            | —         | —         |         |       |        |  |
| Kara Kohler | W1x                      |            |            |         |         |              |              |           |           |         |       |        |  |
| Azja Czajkowski Jessica Thoennes | W2-                      |            |            |         |         | —            | —            |           |           |         |       |        |  |
| Sophia Vitas Kristi Wagner | W2x                      |            |            |         |         | —            | —            |           |           |         |       |        |  |
| Molly Reckford Michelle Sechser | LW2x                     |            |            |         |         | —            | —            |           |           |         |       |        |  |
| Emily Kallfelz Kaitlin Knifton Mary Mazzio-Manson Kelsey Reelick                                                                                  | W4-                      |            |            |         |         | —            | —            | —         | —         |         |       |        |  |
| Teal Cohen Emily Delleman Grace Joyce Lauren O’Connor                                                                                             | W4x                      |            |            |         |         | —            | —            | —         | —         |         |       |        |  |
| Molly Bruggeman Charlotte Buck Cristina Castagna Olivia Coffey Claire Collins Margaret Hedeman Meghan Musnicki Regina Salmons Madeleine Wanamaker | W8+                      |            |            |         |         | —            | —            | —         | —         |         |       |        |  |

### Wspinaczka sportowa
Kombinacja
| Zawodnik         | Konkurencja           | Kwalifikacje | Kwalifikacje | Kwalifikacje | Kwalifikacje | Kwalifikacje | Kwalifikacje | Kwalifikacje | Finał      | Finał      | Finał       | Finał       | Finał       | Finał | Finał | Źródło |
| Zawodnik         | Konkurencja           | Bouldering   | Bouldering   | Prowadzenie  | Prowadzenie  | Prowadzenie  | Razem        | Poz.         | Bouldering | Bouldering | Prowadzenie | Prowadzenie | Prowadzenie | Razem | Poz.  | Źródło |
| Zawodnik         | Konkurencja           | Wynik        | Miejsce      | Wynik        | Czas         | Miejsce      | Razem        | Poz.         | Wynik      | Miejsce    | Wynik       | Czas        | Miejsce     | Razem | Poz.  | Źródło |
| ---------------- | --------------------- | ------------ | ------------ | ------------ | ------------ | ------------ | ------------ | ------------ | ---------- | ---------- | ----------- | ----------- | ----------- | ----- | ----- | ------ |
| Colin Duffy      | wspinaczka łączna (m) |              |              |              |              |              |              |              |            |            |             |             |             |       |       |        |
| Jesse Grupper    | wspinaczka łączna (m) |              |              |              |              |              |              |              |            |            |             |             |             |       |       |        |
| Natalia Grossman | wspinaczka łączna (k) |              |              |              |              |              |              |              |            |            |             |             |             |       |       |        |
| Brooke Raboutou  | wspinaczka łączna (k) |              |              |              |              |              |              |              |            |            |             |             |             |       |       |        |

Wspinaczka na czas
| Zawodnik    | Konkurencja | Eliminacje | Eliminacje | 1/8 finału      | Ćwierćfinał     | Półfinał        | Finał / 3. miejsce | Finał / 3. miejsce | Źródło |
| Zawodnik    | Konkurencja | Czas       | Miejsce    | Przeciwnik Czas | Przeciwnik Czas | Przeciwnik Czas | Przeciwnik Czas    | Pozycja            | Źródło |
| ----------- | ----------- | ---------- | ---------- | --------------- | --------------- | --------------- | ------------------ | ------------------ | ------ |
| Zach Hammer | Mężczyźni   |            |            |                 |                 |                 |                    |                    |        |
| Sam Watson  | Mężczyźni   |            |            |                 |                 |                 |                    |                    |        |
| Emma Hunt   | Kobiety     |            |            |                 |                 |                 |                    |                    |        |
| Piper Kelly | Kobiety     |            |            |                 |                 |                 |                    |                    |        |

### Zapasy
| Zawodnik          | Konkurencja               | 1/8 finału                        | Ćwierćfinał                     | Półfinał                           | Repesaż                      | Finał/BM                      | Finał/BM | Źródło |
| Zawodnik          | Konkurencja               | Przeciwnik Wynik                  | Przeciwnik Wynik                | Przeciwnik Wynik                   | Przeciwnik Wynik             | Przeciwnik Wynik              | Pozycja  | Źródło |
| ----------------- | ------------------------- | --------------------------------- | ------------------------------- | ---------------------------------- | ---------------------------- | ----------------------------- | -------- | ------ |
| Spencer Lee       | -57 kg st. wolny (m)      | Zou Wanhao W 3-1 PP               | Bekzat Almaz Uulu W 4-1 SP      | Gulomjon Abdullayev W 4-1 SP       | BYE                          | Rei Higuchi P 1-3 PP          | srebro   |        |
| Zain Retherford   | -65 kg st. wolny (m)      | Rahman Amouzad P 0-3 PO           | NQ                              | NQ                                 | Isłam Dudajew P 0-5 VB       | NQ                            | 8.       |        |
| Kyle Dake         | -74 kg st. wolny (m)      | Anthony Montero W 4-0 ST          | Junes Emamiczoghaji W 5-0 VT    | Daichi Takatani P 1-3 PP           | BYE                          | Chietag Cabołow W 10-4 PO     | brąz     |        |
| Aaron Brooks      | -86 kg st. wolny (m)      | Azamat Däuletbekow W 3-1 PP       | Hayato Ishiguro W 4-1 SP        | Magomied Ramazanow P 1-3 PP        | BYE                          | Żawraił Szapijew W 3-0 PP     | brąz     | [ 72 ] |
| Kyle Snyder       | -97 kg st. wolny (m)      | Habila Awusayiman W 3-1 PP        | Arturo Silot W 5-0 VT           | Achmied Tażudinow P 1-3 PP         | BYE                          | Amir Ali Azarpira P 1-3 PP    | 5.       |        |
| Mason Parris      | -125 kg st. wolny (m)     | Mönchtörijn Lchagwagerel P 1-3 PP | NQ                              | NQ                                 | NQ                           | NQ                            | 10.      | [ 73 ] |
| Kamal Bey         | -77 kg st. klasyczny (m)  | Akdżoł Machmudow P 1-3 PP         | NQ                              | NQ                                 | NQ                           | NQ                            | 11.      |        |
| Payton Jacobson   | -87 kg st. klasyczny (m)  | Aleksandr Komarow P 0-4 ST        | NQ                              | NQ                                 | NQ                           | NQ                            | 16.      |        |
| Josef Rau         | -97 kg st. klasyczny (m)  | Mohammadhadi Saravi P 1-4 SP      | NQ                              | NQ                                 | Üzür Dżuzupbekow P 1-3 PP    | NQ                            | 9.       |        |
| Adam Coon         | -130 kg st. klasyczny (m) | Amin Mirzazade P 1-3 PP           | NQ                              | NQ                                 | NQ                           | NQ                            | 12.      |        |
| Sarah Hildebrandt | -50 kg (k)                | Ibtissem Doudou W 4-0 ST          | Feng Ziqi] W 3-1 PP             | Dolgordżawyn Otgondżargal W 3-0 P0 | BYE                          | Yusneylis Guzmán W 3-0 P0     | złoto    |        |
| Dominique Parrish | -53 kg (k)                | Akari Fujinami P 0-5 VT           | NQ                              | NQ                                 | Batchujagijn Chulan P 0-5 VT | NQ                            | 11.      |        |
| Helen Maroulis    | -57 kg (k)                | Anshu Malik W 3-1 PP              | Alina Hruszyna-Akobija W 3-1 PP | Tsugumi Sakurai P 1-3 PP           | BYE                          | Hannah Taylor W 5-0 VT        | brąz     |        |
| Kayla Miracle     | -62 kg (k)                | Nesrin Bas W 4-1 SP               | Ajsułuu Tynybekowa P 1-3 PP     | NQ                                 | NQ                           | NQ                            | 7.       |        |
| Amit Elor         | -68 kg (k)                | Buse Tosun W 3-1 PP               | Wiktoria Chołuj W 3-0 PO        | Pak Sol-gum W 4-0 ST               | BYE                          | Meerim Dżumanazarowa W 3-0 PO | złoto    |        |
| Kennedy Blades    | -76 kg (k)                | Cătălina Axente W 4-0 ST          | Milaimys Marín W 4-3 PP         | Ajperi Medet kyzy W 3-1 PP         | BYE                          | Yūka Kagami P 1-3 PP          | srebro   |        |

### Żeglarstwo
| Zawodnik                              | Konkurencja      | Wyścig | Wyścig | Wyścig | Wyścig | Wyścig | Wyścig | Wyścig | Wyścig | Wyścig | Wyścig | Wyścig | Wyścig | Wyścig | Wyścig | Wyścig | Wyścig | Punkty | Finałowa pozycja | Źródło |
| Zawodnik                              | Konkurencja      | 1      | 2      | 3      | 4      | 5      | 6      | 7      | 8      | 9      | 10     | 11     | 12     | 13     | 14     | 15     | M*     | Punkty | Finałowa pozycja | Źródło |
| ------------------------------------- | ---------------- | ------ | ------ | ------ | ------ | ------ | ------ | ------ | ------ | ------ | ------ | ------ | ------ | ------ | ------ | ------ | ------ | ------ | ---------------- | ------ |
| Noah Lyons                            | iQFoil (m)       |        |        |        |        |        |        |        |        |        |        |        |        |        |        |        |        |        |                  |        |
| Markus Edegran                        | Formuła Kite (m) |        |        |        |        |        |        |        |        |        |        |        |        |        |        |        |        |        |                  |        |
| Ian Barrows Hans Henken               | 49er             |        |        |        |        |        |        |        |        |        |        |        |        |        |        |        |        |        |                  |        |
| Dominique Stater                      | iQFoil (k)       |        |        |        |        |        |        |        |        |        |        |        |        |        |        |        |        |        |                  |        |
| Daniela Moroz                         | Formuła Kite (k) |        |        |        |        |        |        |        |        |        |        |        |        |        |        |        |        |        |                  |        |
| Erika Reineke                         | ILCA 6           |        |        |        |        |        |        |        |        |        |        |        |        |        |        |        |        |        |                  |        |
| Stephanie Roble Maggie Shea           | 49erFX           |        |        |        |        |        |        |        |        |        |        |        |        |        |        |        |        |        |                  |        |
| Lara Dallman-Weiss Stuart McNay       | 470              |        |        |        |        |        |        |        |        |        |        |        | —      | —      | —      | —      |        |        |                  |        |
| David Liebenberg Sarah Newberry Moore | Nacra 17         |        |        |        |        |        |        |        |        |        |        |        |        |        |        |        |        |        |                  |        |